# Isabel I de Castilla
Isabel I de Castilla (Madrigal de las Altas Torres, 22 de abril de 1451-Medina del Campo, 26 de noviembre de 1504) fue reina de Castilla desde 1474 hasta 1504, reina consorte de Sicilia desde 1469 y de Aragón desde 1479, por su matrimonio con Fernando de Aragón. También ejerció como señora de Vizcaya. Se la conoce también como Isabel la Católica, título que le fue otorgado a ella y a su marido por el papa Alejandro VI mediante la bula Si convenit, el 19 de diciembre de 1496. Es por lo que se conoce al matrimonio real con el nombre de Reyes Católicos, título que usarían en adelante prácticamente todos los reyes de España.
Se casó el 19 de octubre de 1469 con el príncipe Fernando de Aragón. Por el hecho de ser primos segundos necesitaban una bula papal de dispensa que solo consiguieron de Sixto IV a través de su enviado el cardenal Rodrigo Borgia en 1472. Ella y su esposo Fernando conquistaron el Reino nazarí de Granada y participaron en una red de alianzas matrimoniales que hicieron que su nieto, Carlos, heredase las coronas de Castilla y de Aragón, así como otros territorios europeos, y se convirtiese en emperador del Sacro Imperio Romano.
Isabel y Fernando se hicieron con el trono tras una larga lucha, primero contra el rey Enrique IV (véase Conflicto por la sucesión de Enrique IV de Castilla) y de 1475 a 1479 en la guerra de Sucesión castellana contra los partidarios de la otra pretendiente al trono, Juana. Isabel reorganizó el sistema de gobierno y la administración, centralizando competencias que antes ostentaban los nobles; reformó el sistema de seguridad ciudadana y llevó a cabo una reforma económica para reducir la deuda que el reino había heredado de su hermanastro y predecesor en el trono, Enrique IV. Tras ganar la guerra de Granada los Reyes Católicos expulsaron a los judíos de sus reinos.
Concedió apoyo a Cristóbal Colón en la búsqueda de las Indias Occidentales, lo que llevó al descubrimiento de América. Dicho acontecimiento tendría como consecuencia la conquista de las tierras descubiertas y la creación del Imperio español.
Vivió cincuenta y tres años, de los cuales gobernó treinta como reina de Castilla y veintiséis como reina consorte de Aragón al lado de Fernando II. Desde 1974 es considerada sierva de Dios por la Iglesia católica, y su causa de beatificación está abierta.

## Biografía

### Infanta de Castilla

#### Nacimiento

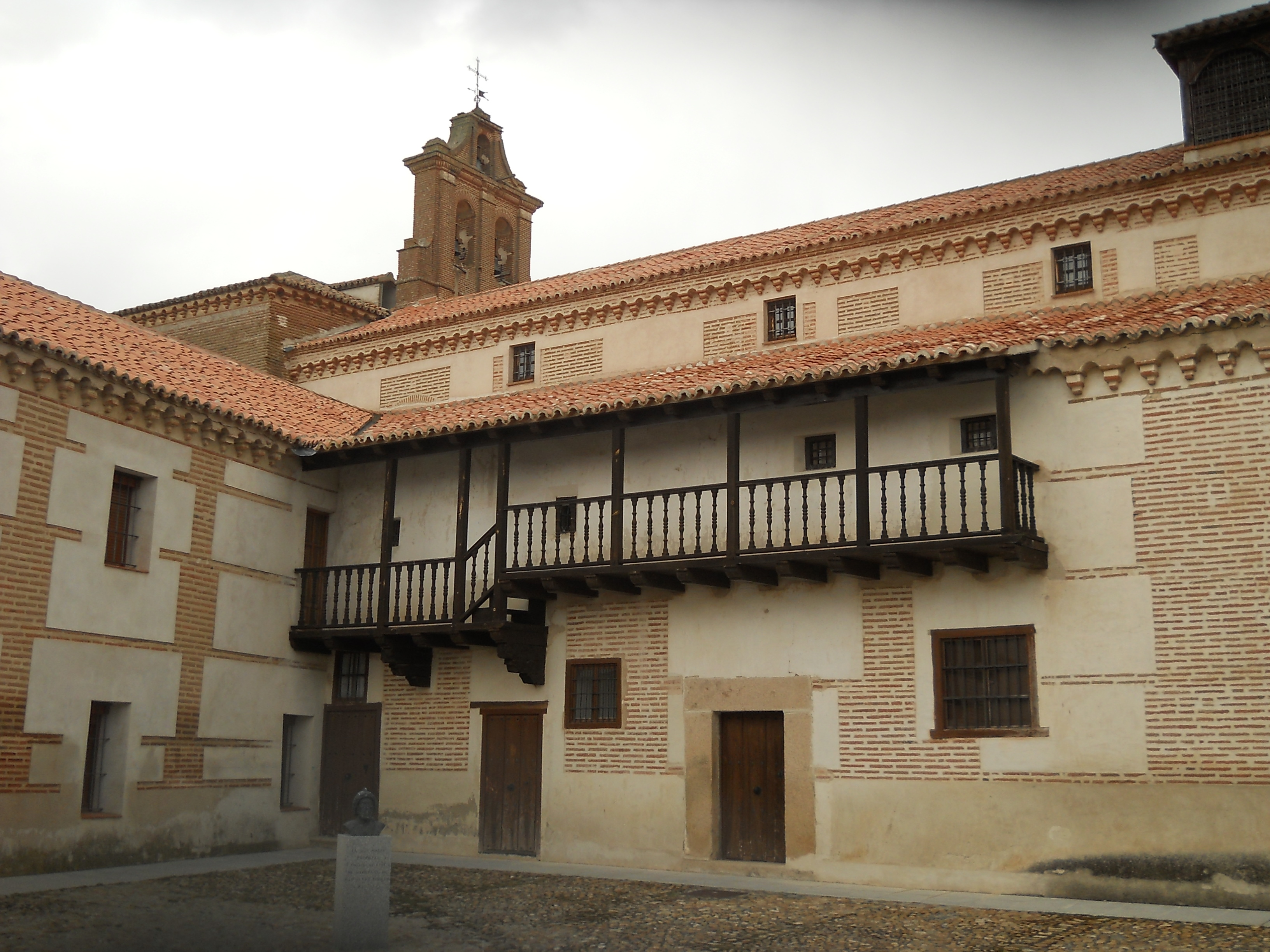
Actual monasterio de Nuestra Señora de Gracia, lugar de nacimiento de Isabel la Católica, en la localidad de Madrigal de las Altas Torres.

Sepulcro de Juan II e Isabel de Portugal en la cartuja de Miraflores

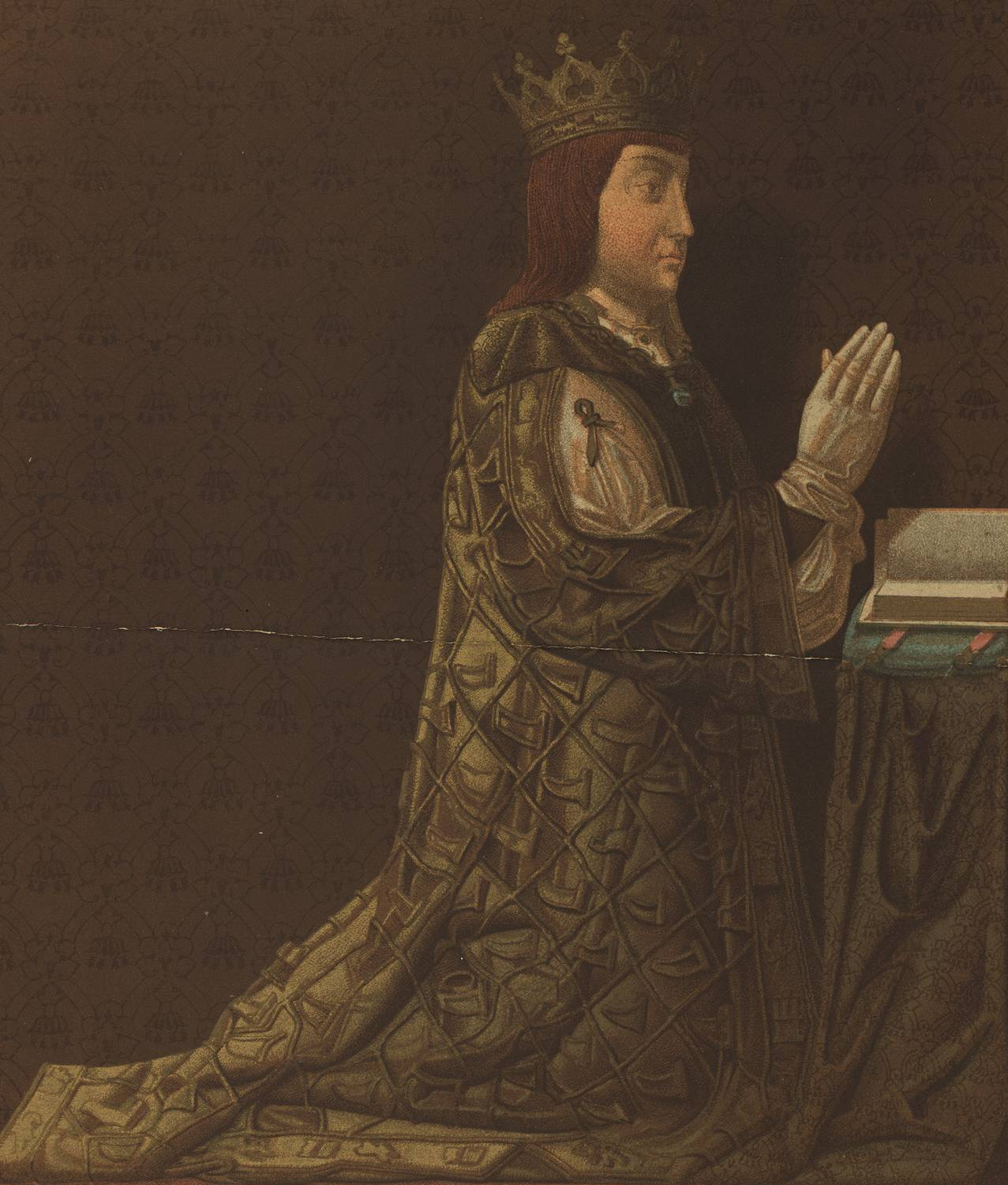
Juan II de Castilla

Isabel de Castilla nació a las 4:30 después del mediodía, del 22 de abril de 1451, día de Jueves Santo. Era hija del rey Juan II de Castilla y de su segunda esposa, Isabel de Portugal. Sus abuelos paternos eran los reyes de Castilla, Enrique III y Catalina de Lancaster, y los maternos, el infante Juan de Portugal, hijo a su vez de Juan I de Portugal, y de Isabel de Barcelos (de la casa de Braganza). 
La fuente más importante que se conserva sobre el nacimiento es la carta que Juan II envió a la ciudad de Segovia anunciando el nacimiento:

Os hago saber que por la gracia de Nuestro Señor este jueves próximo pasado la reina doña Isabel, mi muy querida y muy amada mujer, escaeció de una infanta, lo cual os hago saber para que deis muchas gracias a Dios.

La infanta nació en Madrigal de las Altas Torres, donde la reina Isabel de Portugal residía circunstancialmente, en el palacio que hoy ocupa el monasterio de Nuestra Señora de Gracia. Se trataba por entonces de una pequeña villa amurallada de realengo, dote de la reina, perteneciente a la jurisdicción de la tierra de la villa de Arévalo. Fue bautizada en la iglesia de San Nicolás de la misma Madrigal de las Altas Torres, recibiendo el nombre de su madre, que por entonces no era frecuente en Castilla. El lugar y la fecha de nacimiento han sido históricamente discutidos, teniendo en cuenta que cuando nació, nadie era consciente de la importancia que esa niña iba a tener en el futuro.

#### Primeros años

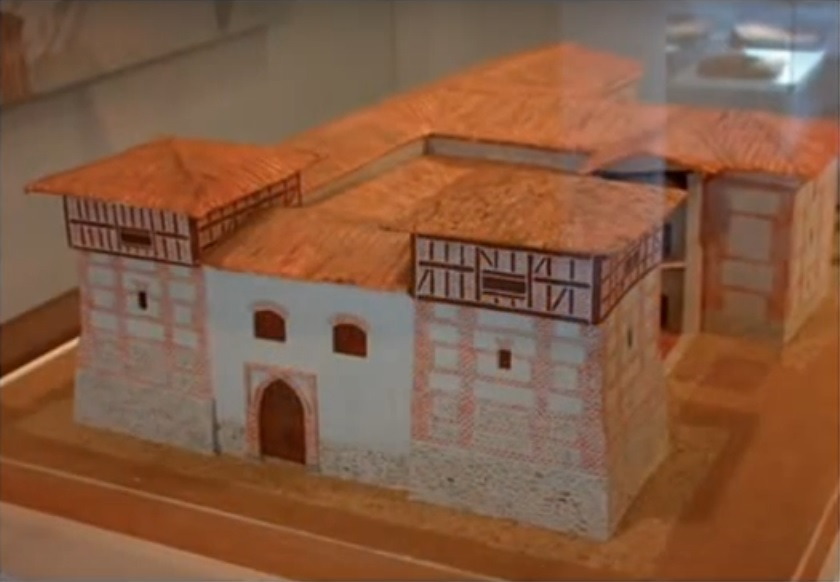
Maqueta del palacio de Juan II, residencia de Isabel en sus primeros años, junto a su madre y hermano.

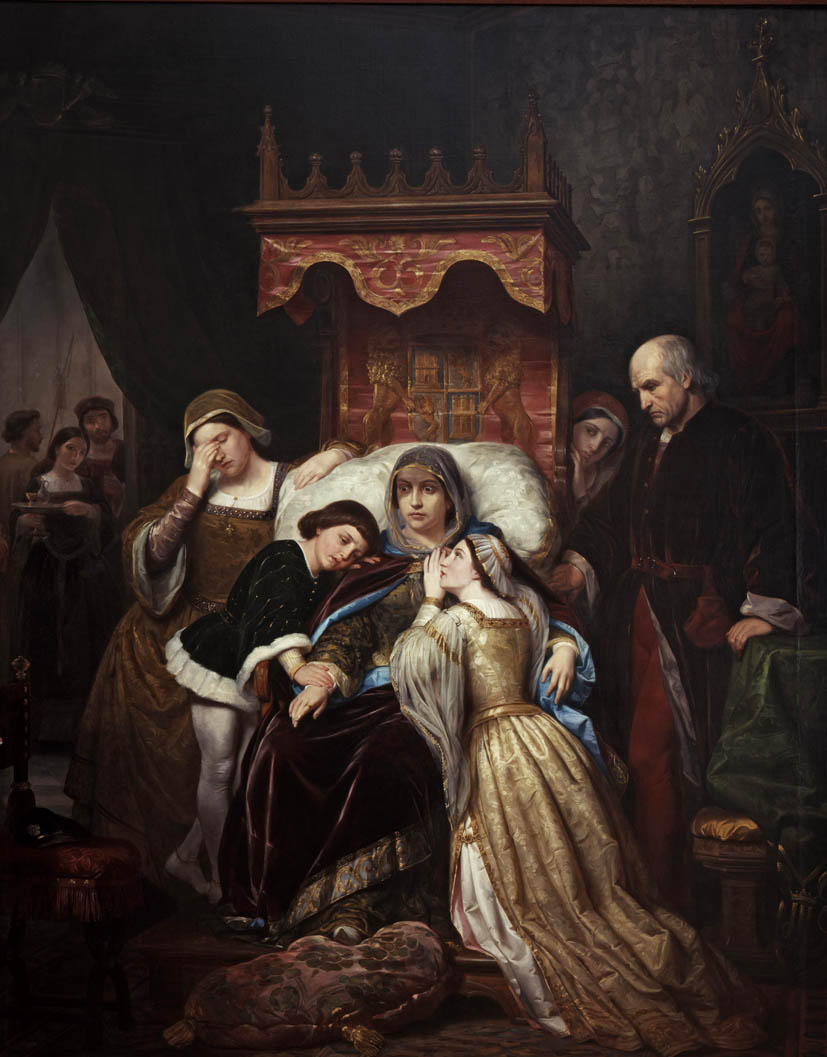
La demencia de Isabel de Portugal. Cuadro atribuido al pintor barcelonés Pelegrín Clavé, en el que se muestra a la reina viuda de Castilla, Isabel de Portugal, siendo víctima de uno de sus ataques de demencia. A su lado se encuentran su hijo menor, Alfonso de Castilla (izquierda) y su hija mayor, la futura reina Isabel la Católica (derecha) junto con otros personajes de la pequeña corte que acompañaba a la familia.

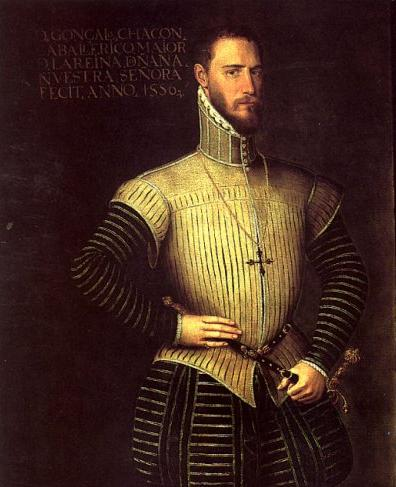
Gonzalo Chacón en un retrato imaginativo de 1556.

Isabel nació como infanta, pues el título de heredero y príncipe de Asturias correspondía a su hermano de padre, don Enrique, nacido veintiséis años antes, en 1425, del primer matrimonio del rey con su prima María de Aragón y que sucedería a Juan II como monarca. Dos años después del nacimiento de Isabel, el 15 o 17 de noviembre de 1453, la reina volvió a dar a luz en Tordesillas un varón, el infante Alfonso, con lo que Isabel quedó relegada a un tercer lugar en la línea de sucesión. 
El nacimiento de ambos infantes fue muy celebrado, especialmente el del infante, pues aseguraba la sucesión en el trono. El príncipe de Asturias estaba por entonces casado con Blanca de Navarra, pero carecían de hijos, y según los rumores, la princesa seguía "tan doncella como el día en que nació".
En sus primeros años de vida, Isabel acompañó a sus padres en sus continuos desplazamientos con la corte. Eran tiempos problemáticos donde la nobleza acaparaba una buena parte de la autoridad, apareciendo claramente separada en dos bandos: el del valido del rey, Álvaro de Luna, condestable de Castilla y maestre de la Orden de Santiago y el del príncipe Enrique, alrededor del cual se aunaban un conjunto de aristócratas recelosos de la posición de don Álvaro. La reina Isabel, consciente de la posición secundaria en la que había quedado su esposo y sabedora de los abusos cometidos, usó su influencia y consejo sobre el rey, logrando finalmente minar la confianza que este tenía sobre don Álvaro, que fue arrestado, juzgado y degollado en la Plaza Mayor de Valladolid en 1453. Quedó victoriosa la otra facción, la que secundaba al príncipe de Asturias.
El rey Juan II murió el 22 de julio de 1454, cuando Isabel tenía solo tres años. En su testamento, redactado poco antes de su fallecimiento, el monarca regulaba su propia sucesión, pues en el siglo XV, los testamentos reales eran ley fundamental en estos asuntos. La corona recaía en su primogénito, don Enrique, que en caso de no dejar descendencia legítima, pasaría al infante Alfonso. En caso de fallecimiento de ambos sin descendencia legítima,

(...) en tal caso aya e herede los dichos mis regnos la dicha infanta doña Isabel e sus descendientes legitimos.

También se preocupó Juan II de dejar bien situados a sus dos hijos menores en su testamento. Se asignaba a Isabel la villa de Cuéllar y, muerta su madre, recibiría la villa de Madrigal, que volverían a la Corona una vez la infanta estuviera dotada y casada; y a partir de los diez años, una renta supletoria hasta que sus ingresos alcanzasen el millón de maravedíes. Sin embargo, por su condición de mujer, la herencia de Isabel quedó muy desigual con respecto a la de su hermano Alfonso, que recibía el maestrazgo de Santiago, con sus suculentas rentas, además de las localidades de Huete, Escalona, Maqueda, Portillo y Sepúlveda, a las que se añadirían Soria y Arévalo a la muerte de su madre. Este rico legado para su hijo menor podría dejar entrever las dudas del monarca difunto por la falta de descendencia del mayor tras muchos años de matrimonio. Pensando que así estaba colocando en una muy buena posición al futuro heredero del trono.
Otra de las disposiciones del rey fue establecer que la educación de ambos infantes recayera en dos notables religiosos, Lope de Barrientos, Canciller mayor de Castilla y obispo de Cuenca, y Gonzalo de Illescas, prior de Guadalupe. La reina Isabel seguía siendo su tutora y la administradora de sus bienes, pero con el acuerdo de estas personalidades. Es posible que esta limitación de los derechos de la madre sobre los hijos se debiera a que la reina ya venía presentando síntomas de desequilibrio, y las crónicas de la época relatan que la muerte del rey la afectó tanto que su pérdida derivó en una enajenación mental.
Con el ascenso al trono de su hijastro, Enrique IV, la reina Isabel se instaló de forma definitiva en Arévalo, cuyo señorío le pertenecía como parte de sus arras matrimoniales. Allí, en el modesto palacio de Juan II, quedaron recluidos los infantes junto a su madre, como testigos de sus problemas mentales. Esta es una época de dificultades, incluso económicas, pues son muchos los cronistas que hablan de las carestías que tuvo que sufrir la futura reina en Arévalo, pues nunca se hicieron efectivas las disposiciones testamentarias del rey Juan. Sin embargo, a pesar de toda esta situación, parece que la reina se preocupó de dotar a sus hijos de una formación cultural y religiosa apropiadas. Se creó en torno a las tres figuras reales una pequeña corte en la que entraron personalidades que después tendrían mucho peso en la vida de la joven Isabel. Especialmente destacable fue la figura de Gonzalo Chacón, que perteneció al círculo de Álvaro de Luna, y que se convirtió en preceptor de los infantes y una figura paterna. Estaba casado con Clara Álvarez de Alvarnáez, dama de origen portugués y camarera de la reina Isabel. Posiblemente en aquella época conoció a Beatriz de Bobadilla, hija del guardián del castillo de Arévalo, y que se convertiría en lo más parecido que Isabel la Católica tuvo a una amiga. Otros importantes personajes fueron Gutierre de Cárdenas, su esposa Teresa Enríquez y el agustino fray Martín Alonso de Córdoba, que le dedicó su obra El Jardín de nobles doncellas para que le sirviera de orientación en su vida futura. También estaba allí Beatriz de Silva, dama portuguesa que llegó con el cortejo matrimonial de la reina Isabel, y a la que luego ayudaría en la fundación de la Orden de la Inmaculada Concepción y a la que donó el palacio de Galiana en Toledo.

#### Traslado a la corte

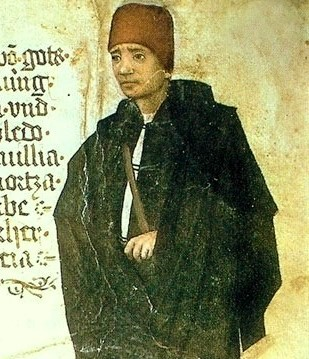
Enrique IV de Castilla

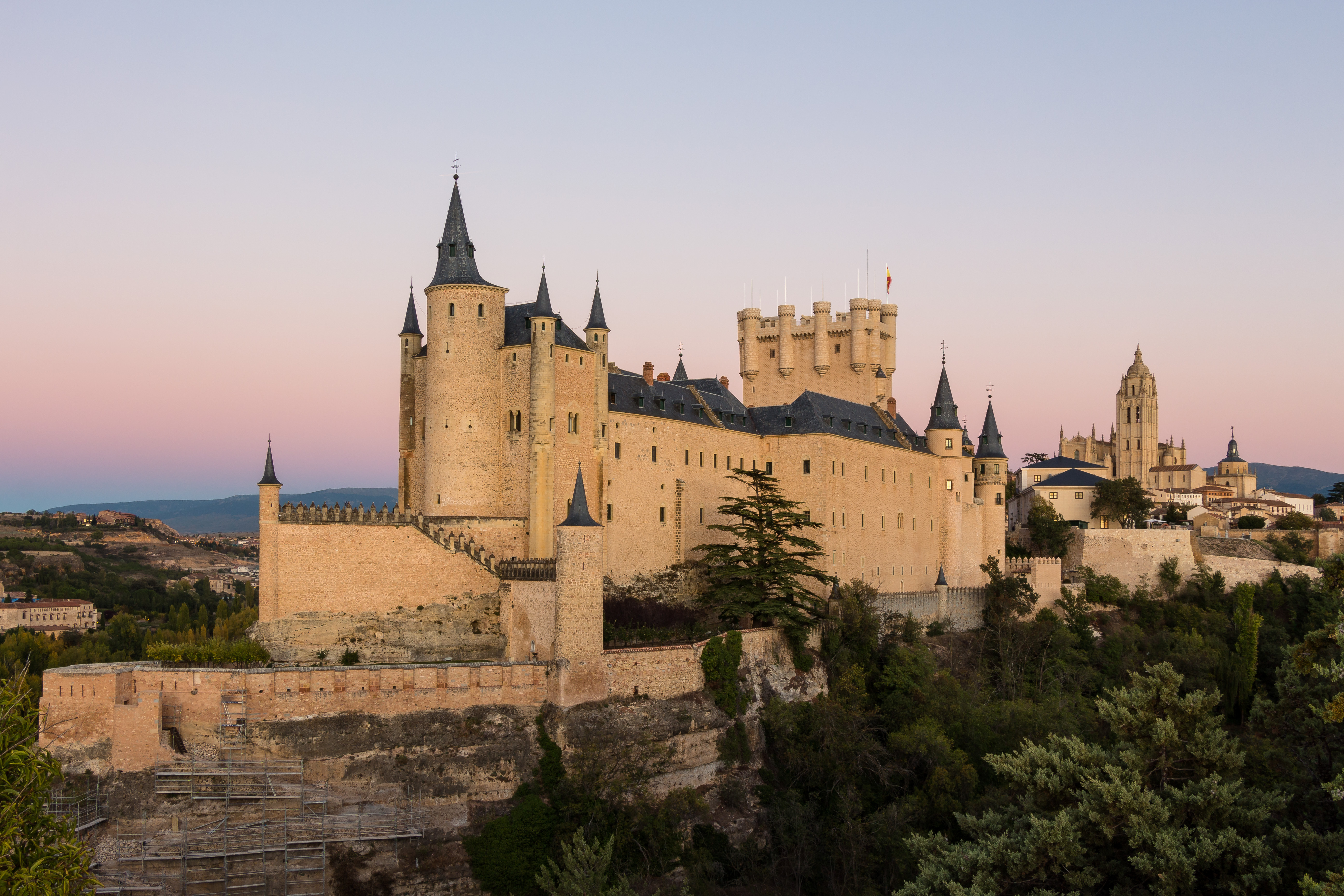
Alcázar de Segovia, principal residencia de la corte de Enrique IV.

Entre 1461 y 1462, Isabel y su hermano Alfonso fueron trasladados a la Corte, que por aquel entonces se encontraba en el Alcázar de Segovia, debido, parece ser, a la inminente paternidad del rey Enrique. Allí la joven Isabel conocería desde un primer momento las intrigas palaciegas de una nobleza levantisca ansiosa de poder y retribuciones, dispuesta a retar la autoridad real. Por esa circunstancia, era primordial para el rey Enrique tener cerca a sus hermanos y herederos ahora que la sucesión del trono iba a cambiar, para controlarlos ante el temor de que fueran utilizados en su contra por sus enemigos.
La Corte de Enrique IV había estado dominada en un principio por sus principales consejeros y hombres de confianza, Juan Pacheco, marqués de Villena; Alfonso Carrillo, arzobispo de Toledo; y Pedro Girón, maestre de la Orden de Calatrava y hermano de Villena. Ellos habían estado a su lado desde que era príncipe de Asturias y estaba enfrentado a su padre, liderando un partido que pretendía mantener el poder de la nobleza. Obtuvieron beneficios económicos de su apoyo y dirigieron la política real. Sin embargo, posteriormente Enrique siguió una política de promoción de "hombres nuevos", como Miguel Lucas de Iranzo y Beltrán de la Cueva, a los que ascenderá bruscamente, otorgándoles importantes cargos honoríficos. Hombres como Pacheco y Carrillo opinaban que esta política les arrebataba algo que era suyo y lo calificaron como "mal gobierno".
La cuestión de la incapacidad del rey para engendrar un heredero había sido un problema acuciante desde antes de comenzar su reinado, motivo por el que la historia lo ha llamado el impotente. Después de 13 años de matrimonio, el rey decidió anular su enlace con Blanca de Navarra, a causa de la falta de descendientes. La situación era controvertida, pues el monarca aceptaba su impotencia, pero solo con su esposa, pues se incluyó en la sentencia la declaración de unas prostitutas que afirmaban haber mantenido relaciones con el rey. La conclusión fue entonces que la impotencia del rey en ese matrimonio se debía a la reina, ya que a ella estaba "ligado" y no a otras. En Córdoba en 1455, en aras de una alianza con Portugal, Enrique volvió a contraer matrimonio con la hermana de Alfonso V, Juana de Portugal.
Desde su matrimonio con Enrique IV, la reina Juana de Portugal fue consciente de la inestabilidad y las pretensiones de algunos nobles, así como de la debilidad de su esposo. Temiendo la influencia que esos aristócratas pudieran tener sobre los infantes y recelando de ellos por lo que consideraba el bien de su propia hija, mantuvo control sobre Isabel y Alfonso, haciendo que la acompañaran en todos sus desplazamientos. Mientras, el rey incumplía el testamento de Juan II y concedió Cuéllar, que debía haber sido de la infanta Isabel, a don Beltrán de la Cueva, a quien también otorgó el maestrazgo de Santiago, concedido al infante Alfonso. A Isabel, que a la sazón tenía diez años de edad, se le arrebató el señorío de Arévalo, para convertirlo en un ducado para Álvaro de Stúñiga.
A principios de 1462, la reina dio a luz una hija en Madrid, llamada como su madre, pero que ha pasado a la historia como Juana la Beltraneja. Fueron muchos los que dudaron de la paternidad del rey después de sumados los veinte años de sus dos matrimonios sin ninguna descendencia. La rumorología la convirtió en hija del valido del rey, Beltrán de la Cueva, quien contaba con gran confianza del rey y que fue promovido al poco del nacimiento como conde de Ledesma, suponiéndose que se trataba del pago a un "favor". 
Isabel ejerció como madrina de bautismo de la niña, que al poco fue jurada heredera por las Cortes, pasando la infanta a ser tercera en el orden sucesorio. Sin embargo, el marqués de Villena firmó un acta ante notario en la que declaraba que mediante engaños y amenazas había reconocido como heredera a quien "de derecho no le pertenecía". Al marqués se sumaron otros aristócratas que vieron la jura de la nueva heredera como algo ilícito. Este documento sería un arma que permaneció en secreto durante unos años, hasta que al marqués le interesó hacerlo público.

#### Revuelta de los nobles

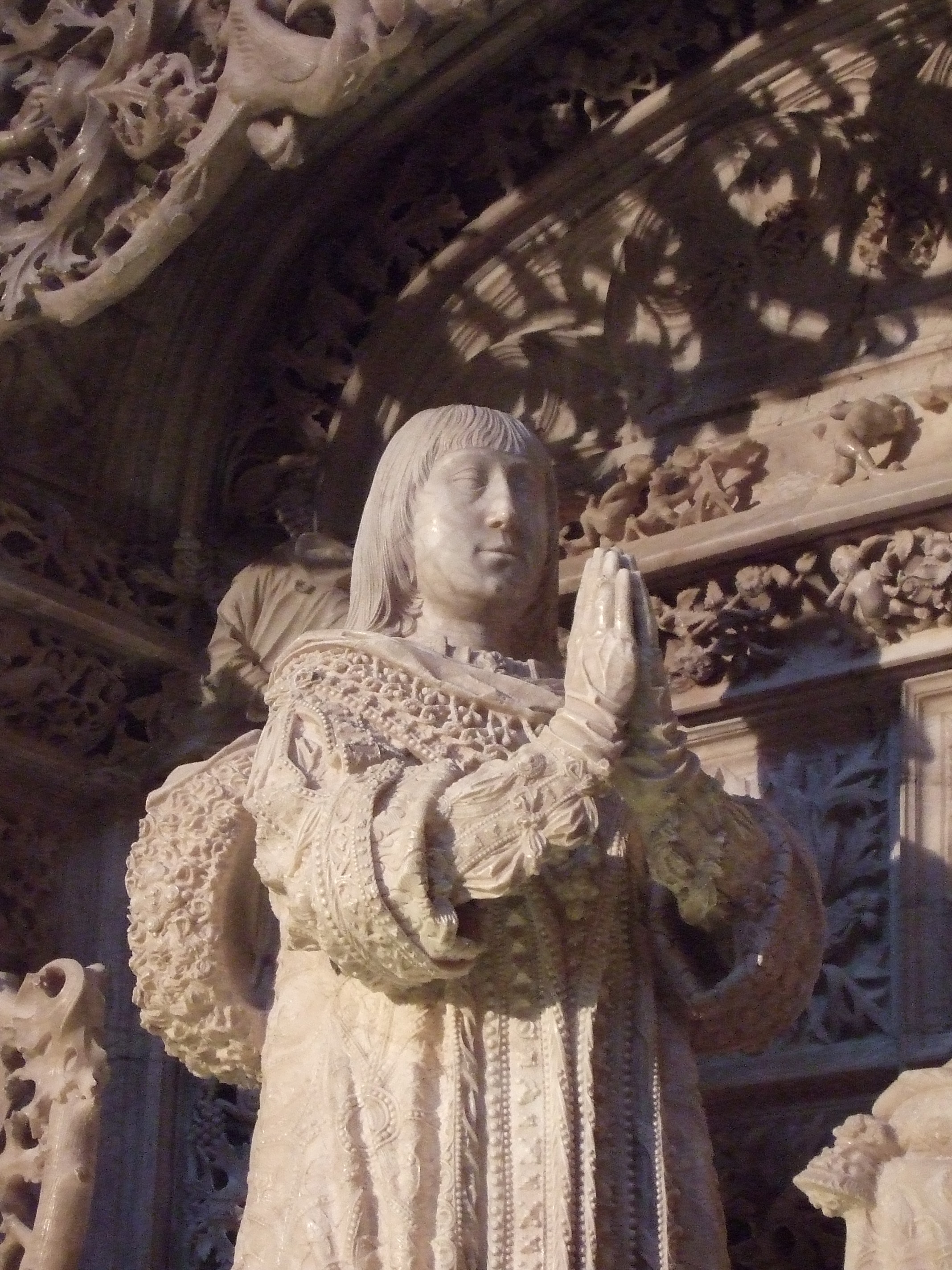
Tumba de Alfonso de Castilla, hermano de Isabel la Católica, en la Cartuja de Miraflores, realizadas por Gil de Siloé,

En noviembre de 1464 se reunieron en Burgos un conjunto de nobles, entre los que están Pacheco, Carrillo y Alonso de Fonseca, arzobispo de Sevilla, y firmaron el Manifiesto de Quejas y Agravios. En ella acusaban al rey de menospreciar al clero católico, proteger a los infieles y alterar la moneda. Además decían defender los derechos del hermanastro del rey, el príncipe Alfonso, frente a las pretensiones de Enrique IV de hacer heredera a Juana, a la que, por vez primera, tachaban públicamente como ilegítima. Los consejeros del rey le recomendaron recurrir a las armas, pero él se avino a negociar y consiguió llegar a un acuerdo intermedio con los sublevados en el Pacto de Cigales o de Cabezón: se reconocería a Alfonso como heredero al trono y se le comprometía con su sobrina Juana, que era postergada como legítima reina sin que se precisase los motivos de su ilegitimidad. El que no se mencionase podría dar por hecho la preferencia del varón sobre la mujer. Además entregó la custodia de Alfonso a Pacheco, que de esta manera se hizo con un importante rehén. También se expulsaba a  Beltrán de la Cueva de la Corte y se le hacía entregar el maestrazgo de Santiago, que sería devuelto a Alfonso. 

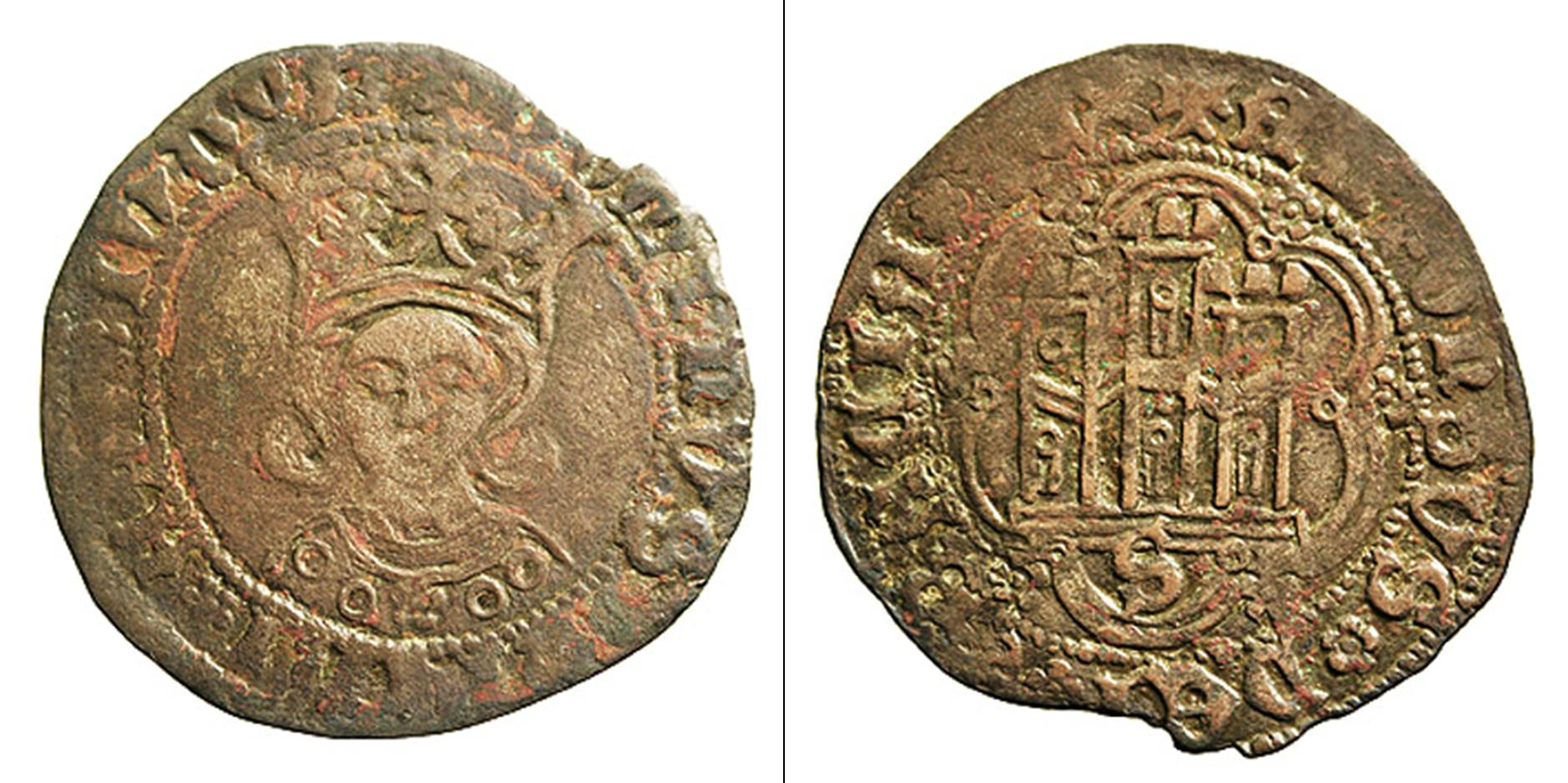
Moneda acuñada en nombre de Alfonso XII

Una vez solucionada la cuestión hereditaria, los nobles dictaron la Sentencia de Medina del Campo, para atender a sus reivindicaciones políticas. Entre ellas, se permitió a la infanta Isabel salir de la Corte y formar casa propia, mejorando su situación económica al entregársele las rentas de la villa de Casarrubios del Monte. Pero además incluían cláusulas que afectaban directamente al poder de la Corona, como la creación de un Consejo Real sin cuya aprobación no podría tomar ninguna decisión. Se trataba de un auténtico programa político que situaba a los grandes magnates del reino al mismo nivel que el rey. Enrique IV se mantuvo dispuesto a encontrar una solución negociada a la sucesión al trono, aunque personalmente se trataba de una humillación para él. Sin embargo se vio obligado a rechazar lo referente a las concesiones políticas, pues aquello dañaba claramente las prerrogativas de la Corona. El rey declaró nulo el Pacto de Cabezón y se mostró dispuesto a ir a las armas. Buscó entonces una alianza con Portugal, tramitando el matrimonio de la infanta Isabel con el rey Alfonso V, esperando conseguir apoyo militar del monarca luso. El rey portugués era primo en segundo grado de Isabel y casi veinte años mayor que ella. Enrique logró reunirlos en el monasterio de Guadalupe, pero ella le rechazó, alegando la diferencia de edad entre ambos.

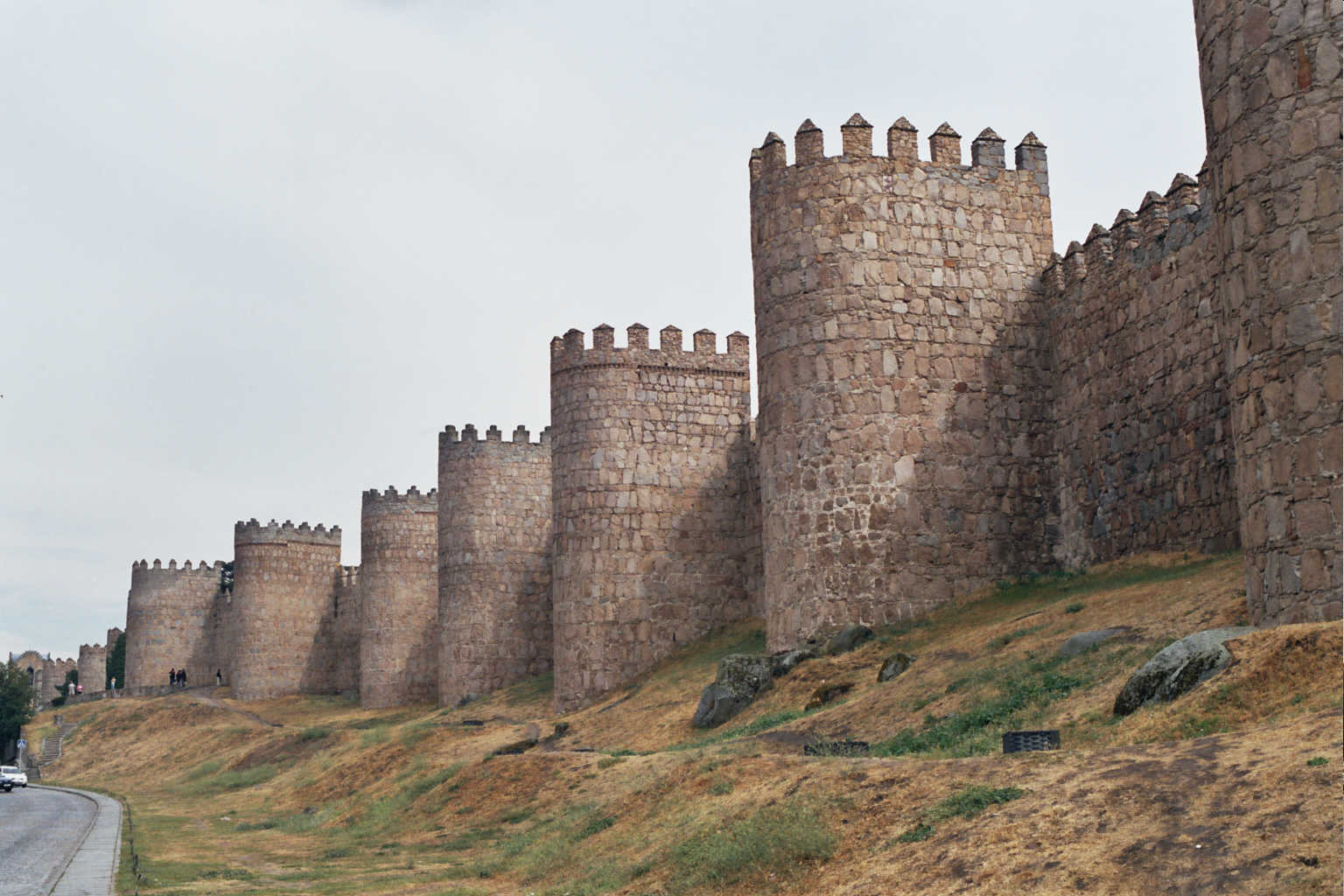
Muralla de Ávila, junto a la que tuvo lugar la farsa de Ávila

Mientras tanto, la liga de nobles declaró "tirano" al rey y decidieron sustituirlo por el que consideraban su heredero: el infante Alfonso. Así, el 5 de junio de 1465, tuvo lugar la llamada «farsa de Ávila». Se construyó una plataforma de madera en el exterior de las murallas de Ávila, donde sentaron a un muñeco que representaba al rey. Allí estaban el arzobispo Carrillo, el marqués de Villena, el maestre de la orden de Calatrava, el conde de Paredes, el conde de Plasencia, el conde de Miranda del Castañar, el conde de Benavente y otros nobles menores, rodeados de numeroso público. Tras celebrarse una misa, se leyó una lista de acusaciones que a su juicio lo hacían indigno del trono. Entre otras cosas, se lo acusaba de mostrar simpatía hacia los musulmanes, de ser homosexual, cobarde, pacífico y de no ser el verdadero padre de la infanta Juana, afirmando así que no tenía derecho a sucederlo como reina de Castilla. Se procedió entonces a despojar al muñeco de los atributos de la realeza y comenzaron a lincharlo mientras lo insultaban, hasta que lo tiraron al suelo. A continuación subieron al tablado al infante Alfonso, un niño de doce años, y lo proclamaron rey como Alfonso XII, al grito de "¡Castilla por el rey don Alfonso!". 
Tratando el tema de la sucesión, la postura del papa podría ser vital, de manera que ambos bandos enviaron emisarios a Paulo II, quien se inclinó por Enrique IV y mandó como nuncio a Antonio de Véneris. Además la mayoría de las ciudades y de la nobleza se colocan del lado del rey Enrique. Dándose cuenta de su inferioridad, una parte de los conjurados, encabezados por Fonseca y Pacheco, acuerdan un acercamiento con el rey, sumando sus fuerzas para acabar con cualquier conato de resistencia. Pero a cambio se exige el matrimonio de la infanta Isabel con el hermano de Pacheco, Pedro Girón, que abandona el maestrazgo de Calatrava, al que había sustraído importantes feudos en favor de sus hijos ilegítimos. De esta manera, Girón se colocaba en la línea de sucesión al trono. Se trataba de un caballero bastante mayor que ella y con fama de ambicioso y violento, tanto que según algunos rumores fue acusado de "profanar el retiro de la reina viuda, doña Isabel, con proposiciones de la más degradante naturaleza". El papa permite a Girón abandonar los votos y concede la bula de matrimonio, renunciando al maestrazgo en favor de otro de sus hijos, de ocho años. Siendo el enlace inminente, marchó desde Almagro hasta Madrid, donde se encontraba la infanta, con un ejército de 3000 hombres. Sin embargo, don Pedro enfermó de forma súbita y tuvieron que parar en Villarrubia de los Ojos, donde murió, al parecer de un repentino ataque de apendicitis. En 1468, Alfonso murió en Cardeñosa, quizás envenenado.
A pesar de las presiones de los nobles, Isabel rechazó proclamarse reina mientras Enrique IV estuviera vivo. Por el contrario, consiguió que su hermanastro le otorgase el título de princesa de Asturias en una discutida ceremonia que tuvo lugar en los Toros de Guisando, el 19 de septiembre de 1468, conocida como la Concordia de Guisando. Isabel se constituyó así como heredera a la corona, por delante de Juana, su sobrina y ahijada de bautismo, a quien parte de la nobleza no consideraba legitimada para ocupar el trono por las dudas que había sobre su paternidad. A partir de este momento, Isabel pasa a residir en Ocaña, villa perteneciente a don Juan Pacheco, marqués de Villena. El rey inicia contactos diplomáticos con otras casas reales para lograr un acuerdo matrimonial que le reporte beneficios.

### Acuerdos matrimoniales

Armas combinadas de los Reyes Católicos

El soporte del águila de San Juan con nimbo fue usado ya en 1473 en el escudo de armas de Isabel siendo aún princesa. El lema o mote «Tanto monta...» explicaba la divisa personal de Fernando II de Aragón, que adoptó un yugo con un nudo cortado en alusión al nudo gordiano, que tanto daba (tanto montaba) desatarlo como tajarlo. La divisa propia de la reina era el haz de flechas. Tras la unión de coronas, estos dos elementos pasaron al blasón común, que tomó elementos heráldicos de los dos consortes. Ya desde los tres años, Isabel había estado comprometida con Fernando, hijo de Juan II de Aragón.
Sin embargo, Enrique IV rompió este acuerdo, seis años más tarde, para comprometerla con Carlos, príncipe de Viana. El matrimonio no llegó a consolidarse, por la férrea oposición de Juan II de Aragón. También fueron infructuosos los intentos de Enrique IV por desposarla con el rey Alfonso V de Portugal, tío en segundo grado de Isabel y casi veinte años mayor que ella. En 1464, logró reunirlos en el monasterio de Guadalupe, pero ella le rechazó, alegando la diferencia de edad entre ambos.

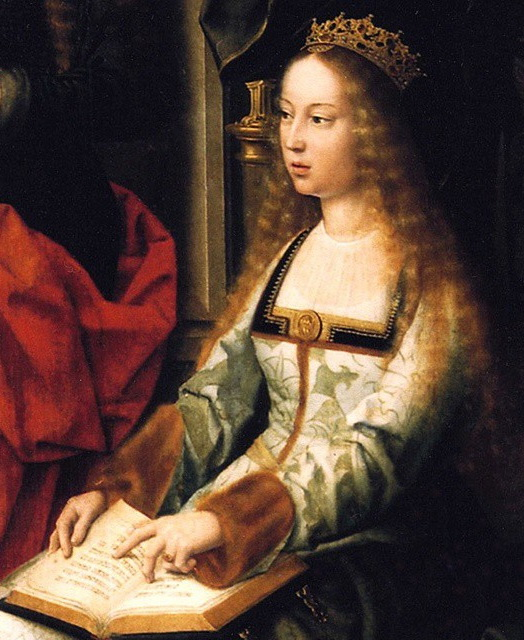
Isabel I de Castilla representada en el cuadro llamado la Virgen de la mosca, que se encuentra en la sacristía de la colegiata de Toro, en la provincia de Zamora.

Más tarde, cuando contaba dieciséis años, Isabel fue comprometida con Pedro Girón, de cuarenta y tres años, maestre de Calatrava y hermano de Juan Pacheco; pero Girón murió por causas desconocidas mientras realizaba el trayecto para encontrarse con su prometida.
El 18 de septiembre de 1468, Isabel fue proclamada princesa de Asturias por medio de la Concordia de los Toros de Guisando, revocando Enrique IV de este modo el anterior nombramiento de su hija Juana. Tras la ceremonia, Isabel pasó a vivir en Ocaña, en contacto estrecho con la Corte. Enrique IV convino de nuevo el enlace entre Isabel y el duque de Braganza y rey de Portugal, Alfonso V, ya que en el Tratado de los Toros de Guisando se había acordado que el matrimonio de Isabel debía celebrarse con la aprobación del monarca castellano. La propuesta entrañaba también el proyecto de casar a su hija Juana con el príncipe heredero Juan, hijo de Alfonso V de Portugal. De esta manera, Isabel sería trasladada al reino vecino y, a la muerte de su esposo, los tronos de Portugal y de Castilla pasarían a Juan II de Portugal y su esposa, Juana. Isabel se negó.
Tras esto, el rey trató de que se desposara con el duque de Guyena, hermano de Luis XI de Francia; de nuevo Isabel se negó. El monarca francés pidió entonces la mano de Juana para su hermano, el duque de Guyena; Luis XI quería alejar al duque de su entorno por suponer una amenaza para él. Los esponsales se realizaron en 1470 en Medina del Campo, pero el duque murió en 1472 de tuberculosis, antes de conocer a la novia.
Mientras tanto, Juan II de Aragón trató de negociar en secreto con Isabel la boda con su hijo Fernando. Isabel y sus consejeros consideraron que era el mejor candidato para esposo, pero había un impedimento legal, ya que eran primos segundos (sus abuelos, Fernando de Antequera y Enrique III, eran hermanos). Necesitaban, por tanto, una bula papal que les exonerara de la consanguinidad. El papa, sin embargo, no llegó a firmar este documento, temeroso de las posibles consecuencias negativas que ese acto podría traerle al atraerse la enemistad de los reinos de Castilla, Portugal y Francia, todos ellos involucrados en negociaciones para desposar a la princesa Isabel con otro pretendiente.

Documento firmado por los Reyes Católicos.

Personas del entorno de Isabel falsificaron una supuesta bula emitida en junio de 1464 por el anterior papa, Pío II, a favor de Fernando, en la que se le permitía contraer matrimonio con cualquier princesa con la que le uniera un lazo de consanguinidad de hasta tercer grado. Isabel aceptó y se firmaron las capitulaciones matrimoniales de Cervera, el 5 de marzo de 1469. Para los esponsales y ante el temor de que Enrique IV abortara sus planes, en mayo de 1469 y con la excusa de visitar la tumba de su hermano Alfonso, que reposaba en Ávila, Isabel escapó de Ocaña, donde era custodiada estrechamente por don Juan Pacheco. Por su parte, Fernando atravesó Castilla en secreto, disfrazado de mozo de mula de unos comerciantes. Finalmente, el 19 de octubre de 1469 contrajeron matrimonio en el Palacio de los Vivero de Valladolid.
El matrimonio costó a Isabel el enfrentamiento con su medio hermano el rey. En 1471 el papa Sixto IV envió al cardenal Rodrigo de Borja a España como legado papal para arreglar diversos asuntos políticos en la península, entre ellos este enlace. Con él trajo la Bula de Simancas, que dispensaba de consanguinidad a los príncipes Isabel y Fernando.
Borja negoció con ellos: les daría la bula a cambio de que ellos le concedieran la ciudad de Gandía a su hijo Pedro Luis. Isabel y Fernando cumplirían su parte del trato en 1485.

### Reinado

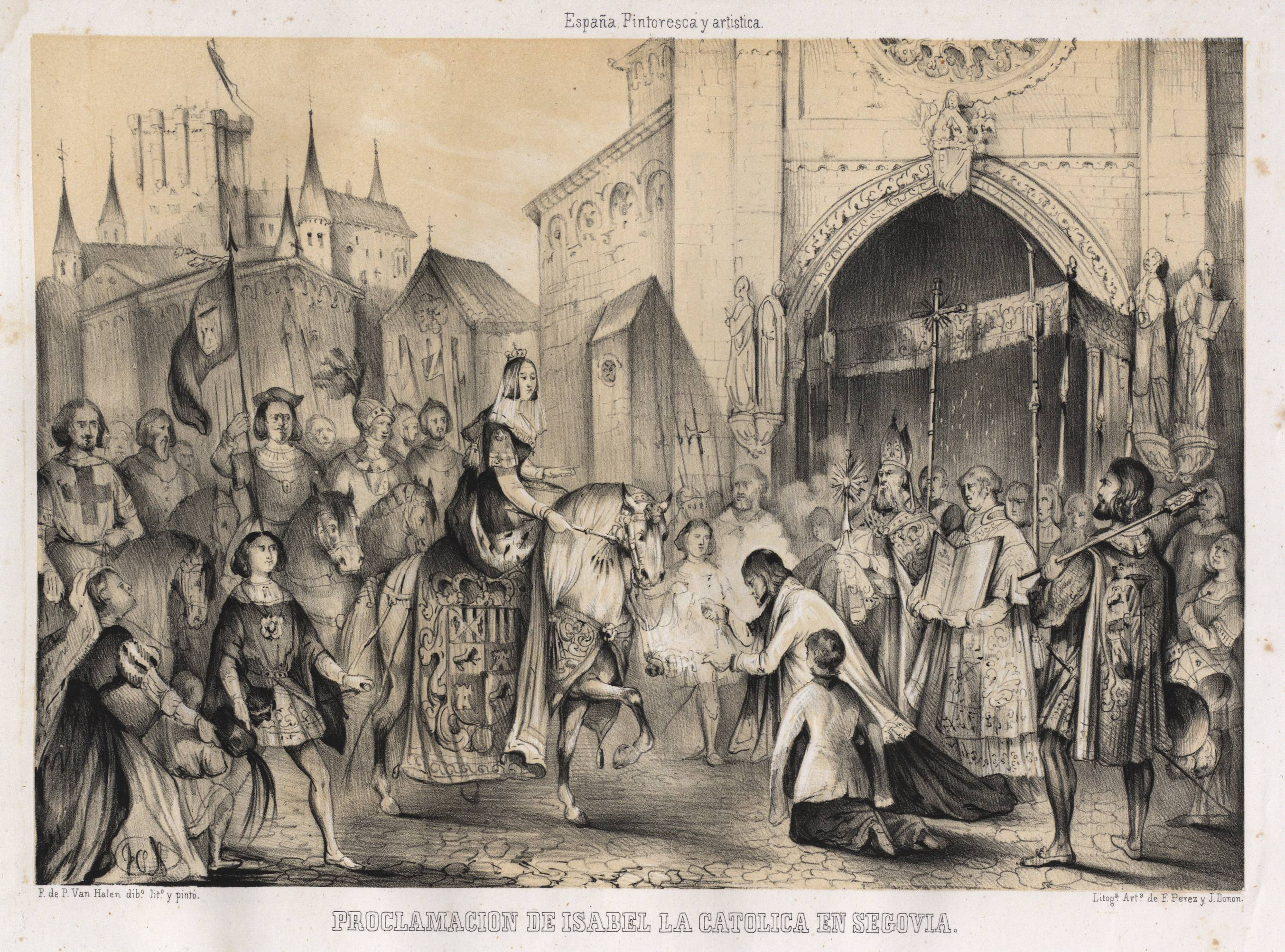
Proclamación de Isabel la Católica en Segovia. F. de P. Van Halen, dibº, litº y pintó.

Al morir el rey Enrique IV, Isabel se proclamó reina de Castilla el 13 de diciembre de 1474 en Segovia, basando su legitimidad en el Tratado de los Toros de Guisando. Estalló entonces la guerra de Sucesión castellana (1475-1479) entre los partidarios de Isabel y los de su sobrina Juana. El Tratado de Alcazobas puso fin a la contienda, reconociendo a Isabel y Fernando como reyes de Castilla a cambio de ciertas concesiones a Portugal. Tras la guerra Isabel mandó construir el monasterio de San Juan de los Reyes.

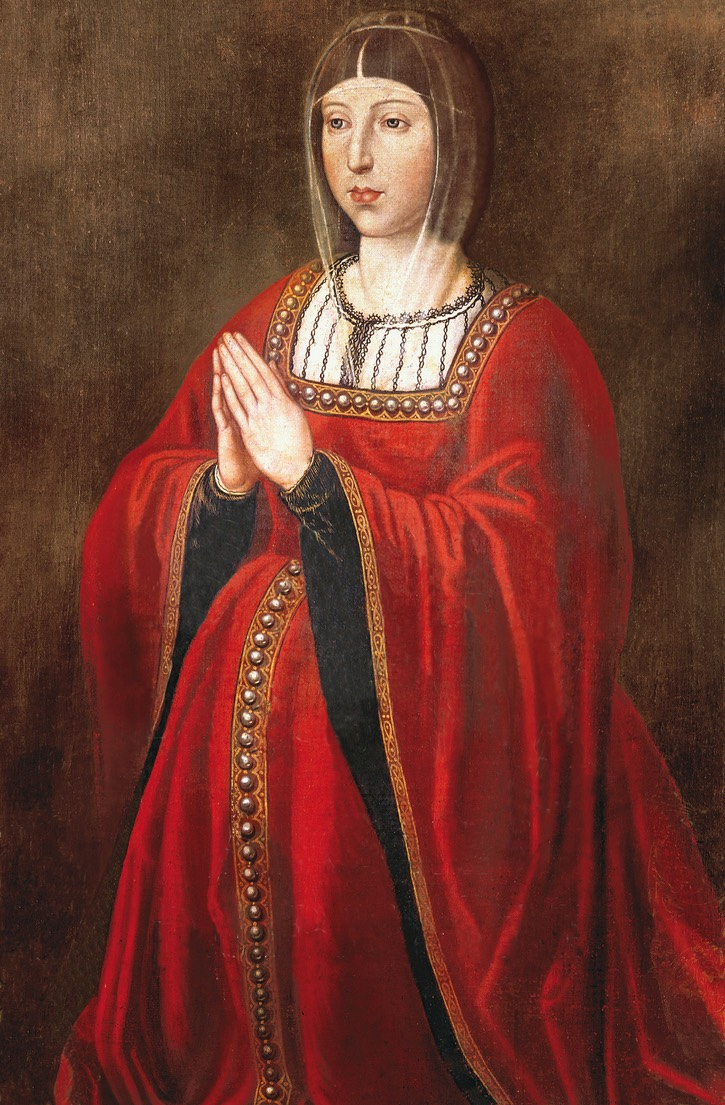
Retrato de la reina Isabel (Casa de los Tiros, Granada)

Instruyó a sus hijos en que tenían unas obligaciones por su rango de hijos de reyes, y que debían sacrificarse mucho por ese motivo. Los llevó consigo durante las campañas militares, pero también veló siempre por su bienestar, como lo prueba su valor ante el motín que tuvo lugar en el alcázar de Segovia en 1476. Allí tenían instalada los reyes la Corte y allí vivía, en el alcázar, su primogénita Isabel bajo la protección y cuidado de su amiga Beatriz de Bobadilla y de su esposo, el alcaide Andrés Cabrera. Este era de origen judío, lo que en aquella época era fuente de tensiones raciales, y se le acusaba de querer aprovecharse de la confianza que los reyes le tenían, además de acusarle de malversación de fondos y de tiranía. El tumulto se convirtió en motín cuando unos provocadores, disfrazados de campesinos y con armas ocultas, arengaron a la población para destituir al alcaide. Hacia el alcázar se dirigió una masa de gente furiosa, armada con herramientas de campesinos, palos y piedras. La reina se encontraba con el cardenal Mendoza cuando se enteró de lo ocurrido, pero ni uno ni otro tenían tropas suficientes para defender la plaza. Temerosa del riesgo que podía correr su hija, la reina subió a su caballo y, acompañada por tres guardias, cabalgó 60 kilómetros hasta Segovia. A la entrada, el obispo intentó detenerla por el gran peligro que corría, pero Isabel desoyó el consejo y avanzó hasta el alcázar. Entró y dejó las puertas abiertas para que entraran todos los amotinados para exponerle sus quejas. Tras estudiar las quejas, mantiene en el puesto a Andrés Cabrera. El pueblo de Segovia le guardó fidelidad a partir de ese momento.
Durante las campañas militares de Fernando, la reina estuvo siempre en la retaguardia, acompañada de sus hijos y pendiente de proveer lo necesario. Su ayuda fue decisiva para la victoria castellano-aragonesa en la guerra de Granada, como lo demuestran los hechos de la rendición de Baza. Sucedió que la ciudad llevaba cercada bastante tiempo, pero la población no quería rendirse y los soldados cristianos comenzaban a desmoralizarse por el largo asedio. El rey Fernando pide a su mujer que se presente en el campo de batalla para levantar la moral de las tropas. Así lo hace Isabel, haciéndose acompañar de varias damas y de su primogénita Isabel. El impacto de su presencia fue inmediato, no solo para las tropas cristianas, sino para la población asediada que inició su rendición, pero no ante el rey guerrero, sino ante la valerosa reina. Además, Isabel fue la precursora del hospital de campaña, al hacerse acompañar de personal médico y ayudantes para atender a los heridos en el campo de batalla.

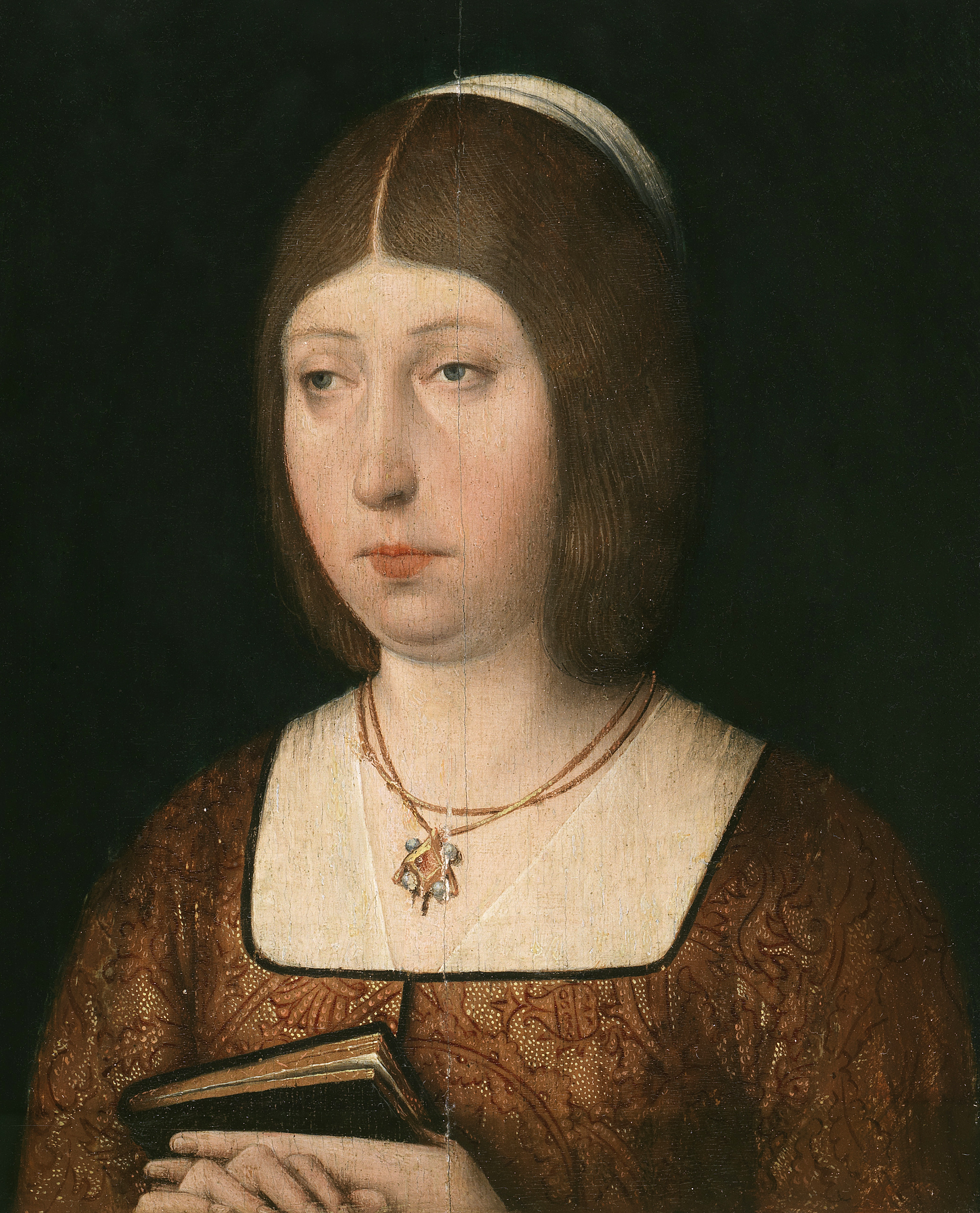
Retrato anónimo de Isabel la Católica hacia 1490. Museo del Prado.

Creyó en los proyectos de Cristóbal Colón, a pesar de las muchas críticas y reacciones políticas adversas de la Corte y los científicos. Durante el reinado común con Fernando se produjeron hechos de gran trascendencia para el futuro del reino, como el establecimiento de la Santa Inquisición (1480), la creación de la Santa Hermandad, la incorporación del Reino nazarí de Granada, así como la unificación religiosa de la Corona hispánica, basada en la conversión obligada de los judíos, so pena de muerte o expulsión (Edicto de Granada, 1492) y más tarde de los musulmanes.
Tras el descubrimiento de América en 1492 comenzó el proceso de evangelización de los indígenas nativos, confiándole esta tarea a los monjes paulinos húngaros, que se marcharon a las nuevas tierras en los próximos viajes de Colón. Los reyes se preocuparon por la conversión y el trato justo de los amerindios. Limitaron la esclavización de los indígenas, iniciada por Colón a los casos previstos en las leyes castellanas de la época, y prohibieron, con poco éxito, el repartimiento de indios entre los españoles asentados en el Caribe. «Cuando Colón regresó a Europa, y antes de emprender su segundo viaje a las Indias, la Corona le dio sus primeras instrucciones, las cuales obligaban al Almirante a que todos los que en la Armada viajaran al Nuevo Mundo de aquí adelante trataran muy bien y amorosamente a los indios, sin que les hagan enojo alguno», palabras escasamente conocidas que forman parte de la primera ley de Indias, dada en Barcelona el 29 de mayo de 1493.
La Reina «intervino directamente en 1499, cuando supo cuáles eran las verdaderas intenciones de Colón, ya que este había regalado a cada uno de sus marineros un indio como esclavo». Bartolomé de las Casas refiere lo que sucedió cuando llegaron esos marineros con sus respectivos indios esclavos: «Como por las cartas postreras del Almirante, que vinieron en los dichos navíos, supiese la Reina, de gloriosa memoria, que el Almirante había dado a cada uno de los que allí venían un indio por esclavo, y que, si no se me ha olvidado, eran trescientos hombres, hubo muy gran enojo, diciendo estas palabras: ¿Qué poder tiene mío el Almirante para dar a nadie mis vasallos?, y otras semejantes». Este relato no se ha tenido suficientemente en cuenta. El Almirante había decidido cubrir la falta de oro y especias prometidas a los Reyes con el envío de indios esclavos. El hecho de que el Almirante enviara esclavos sin aprobación Real fue una de las causas de su relevo en el gobierno de La Española. Las Casas sigue refiriendo la reacción que tuvo Doña Isabel: «Mandó luego apregonar en Granada y en Sevilla, donde ya estaba la Corte, que todos los que hubiesen llevado indios a Castilla, que les hubiese dado el Almirante, los volviesen luego acá [a las Indias, desde donde escribía Bartolomé su Historia], so pena de muerte, en los primeros navíos, o los enviasen». Y a continuación reconoce que él mismo tuvo un esclavo que le había llevado su padre (que acompañó a Colón en el segundo viaje a las Indias) desde La Española: «Y mi padre, a quien el Almirante había dado uno y lo había llevado en el susodicho viaje de los dos navíos o carabelas, que yo en Castilla tuve y algunos días anduvo conmigo, tornó a esta isla con el mismo comendador Bobadilla, y los trajo, y después yo lo vi y traté acá».
Tras el fallecimiento el gobernador Ovando aprovechó el vacío de poder para instaurar la institución de la encomienda en la isla Española. Isabel y Fernando firmaron con Portugal el Tratado de Tordesillas (1494) que delimitó sus esferas de influencia en el océano Atlántico. Por deseo de los comerciantes urbanos creó la Santa Hermandad, cuerpo de policía para la represión del bandidaje, creando unas condiciones mucho más seguras para el comercio y la economía.

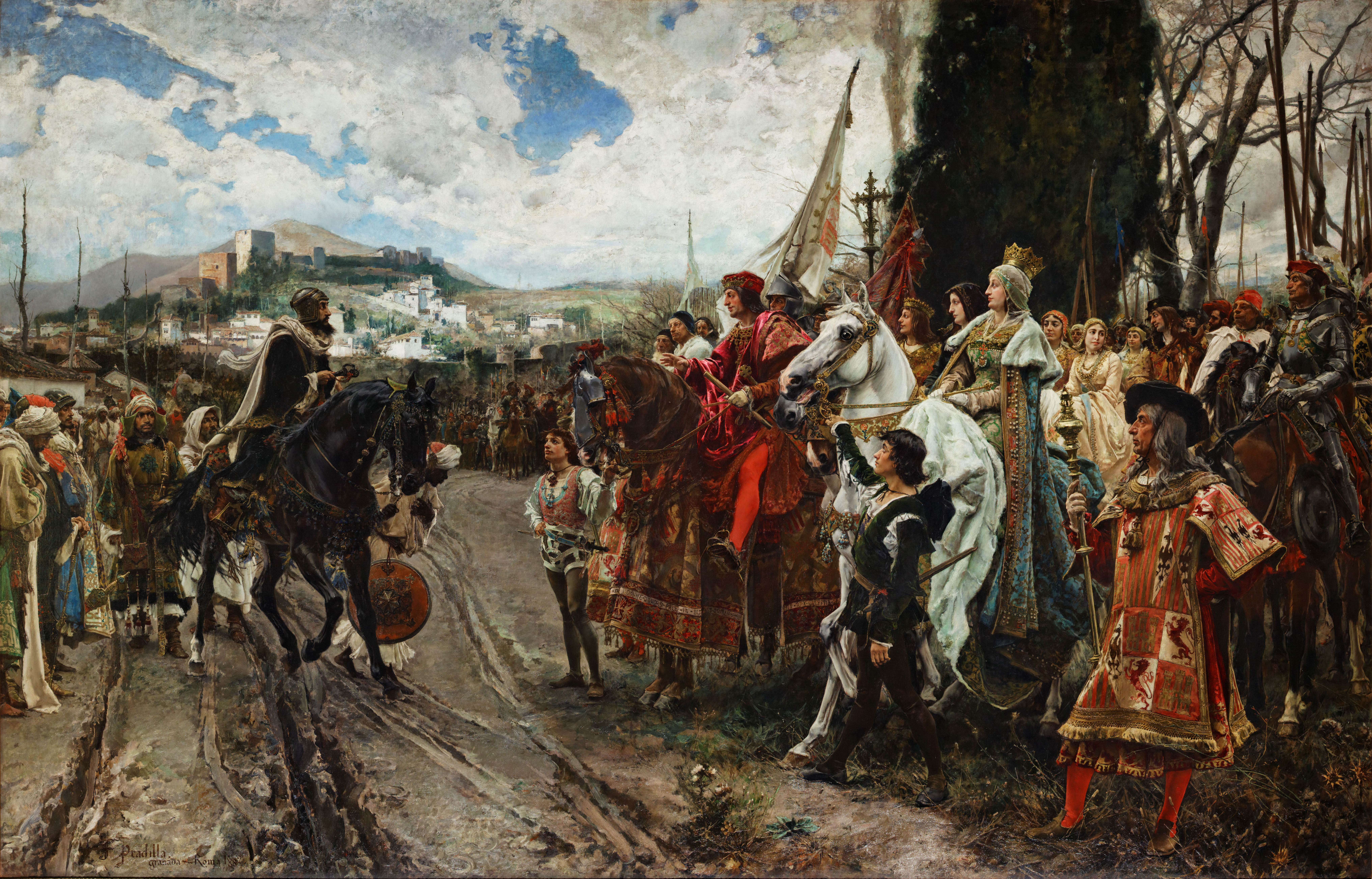
La rendición de Granada, por Francisco Pradilla (1882). Palacio del Senado, Madrid.

Para sus campañas militares contó con el servicio de Gonzalo Fernández de Córdoba (el Gran Capitán), que intervino en la conquista de Granada (1492), en las dos primeras guerras de Italia y en la toma de Cefalonia (1500).
Dada la histórica implicación de la Corona de Aragón en Italia y por otra serie de razones—sus virtudes cristianas, la conquista de Granada, la expulsión de los judíos y la cruzada contra los musulmanes—, Fernando e Isabel recibieron el título de Reyes Católicos, otorgado por el papa Alejandro VI, mediante la bula Si convenit, de 19 de diciembre de 1496. Dicho título fue heredado por los descendientes en el trono, tanto Austrias como Borbones, poseyéndolo actualmente el rey Felipe VI de España. El papa Alejandro VI le concedió la distinción honorífica de Rosa de Oro de la Cristiandad en 1500.
Al final de sus días, las desgracias familiares se cebaron con ella. La muerte de su madre Isabel, su único hijo varón y el aborto de la esposa de este, la muerte de su primogénita y de su nieto Miguel, quien estaba llamado a unificar los reinos de los Reyes Católicos con el de Portugal; la presunta «locura» de su hija Juana, quien desafió abiertamente a su madre en Medina del Campo, y los desaires de Felipe el Hermoso; la marcha de su hija María a Portugal tras casarse con Manuel I de Portugal y la incertidumbre de su hija Catalina tras la muerte de su esposo inglés, la sumieron en una profunda depresión que hizo que vistiera de riguroso luto el resto de su vida.

### Promoción artística
La reina Isabel I fue una protectora de las artes y una gran coleccionista no solamente de pinturas, sino de telas, bordados, relicarios, joyería y también literatura. «Fue una Reina humanista porque promovió —y ella misma cultivó— los Studia Humanitatis».
El libro Isabel la Católica y el Arte de Carmen Monso Porto (2006) hizo un recorrido coherente a través de las colecciones de la reina, que son: las pinturas de devoción sin destino asignado, las pinturas para la ciudad de Granada, concretamente los cuadros de la Capilla Real de Granada, los retratos y las pinturas de asunto profano.
La reina sintió verdadero interés por las pinturas sobre tabla de los maestros flamencos. De Rogier van der Weyden, uno de los artistas más destacados de esta escuela, poseyó una copia del llamado Tríptico de Miraflores, regalo de su padre Juan II a la cartuja burgalesa. Este tríptico, alguna vez creído el original de Weyden y ahora atribuido a Juan de Flandes, desmembrado, se encuentra repartido entre el Metropolitan Museum de Nueva York, propietario de la tabla de la Aparición de Cristo a su madre, y la Capilla Real de Granada, donde se conservan recortadas por arriba las tablas de La adoración del Niño y La Piedad. Otros maestros flamencos representados en la colección de la reina cuyas tablas se conservan en la capilla real granadina son Hans Memling (Díptico del descendimiento) y Dieric Bouts, seguidor de Weyden (Tríptico de la deposición). Aunque la pintura italiana en su colección estaba peor representada, es digna de mención la tabla de la Oración del huerto de los olivos de Sandro Botticelli. De los artistas que estuvieron al servicio de la reina hay que destacar, por un lado, al pintor español Francisco Chacón, con la tabla de La Quinta Angustia (h. 1492), actualmente expuesta en el Museo de Bellas Artes de Granada. Y, por otro lado, muy especialmente, a Juan de Flandes, autor del Retablo de Isabel la Católica en colaboración con el estonio Michael Sittow, formado con Memling. Originalmente formado por más de cuarenta tablas de las que se conservan veintisiete, quince de ellas se encuentran expuestas en la Galería de las Colecciones Reales, donde también se exhibe el retrato que de la reina católica hiciera el flamenco, y el resto dispersas por distintos museos de Europa y América.
Isabel la Católica no solamente fue mecenas del mundo del arte sino también patrocinó la actividad literaria. Este interés le nace desde la temprana edad de dieciséis años, en el 1467. Encargó para componer obras a Diego de Valera, Gómez Manrique o Alfonso de Palencia. Además, no solo protegió a humanistas españoles sino también italianos como Lucio Marineo Sículo o Pedro Mártir de Anglería.

### Muerte

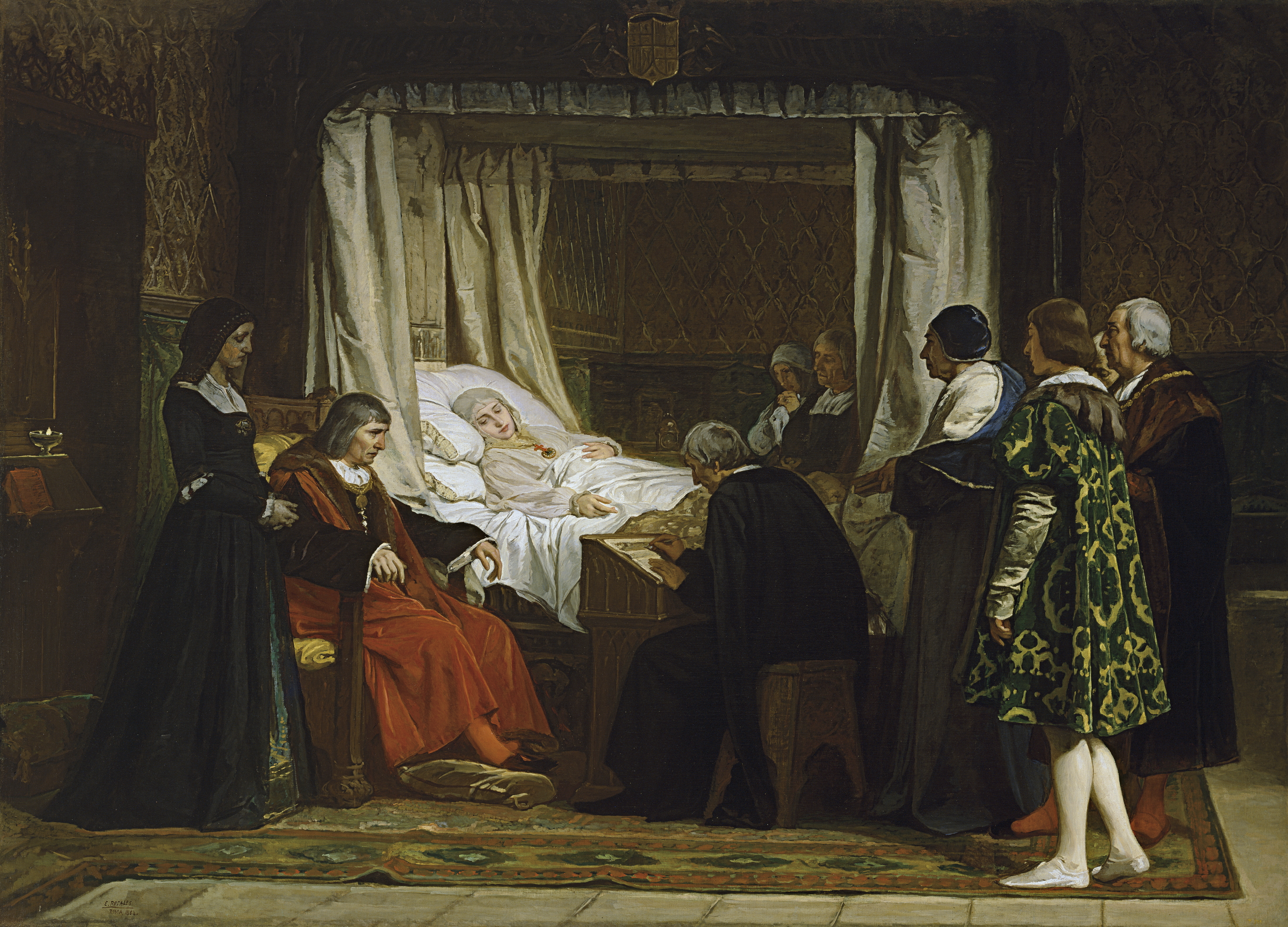
Doña Isabel la Católica dictando su testamento, por Eduardo Rosales, 1864, Museo del Prado.

Estaba la corte en Medina del Campo, cuando se declaró la grave enfermedad, una hidropesía, dijo como testigo Pedro Mártir. Consciente del desenlace, mandó que las misas por su salud se tornaran por su alma, pidió la extremaunción y el Santísimo Sacramento. Habiendo otorgado testamento a 12 de octubre, falleció poco antes del mediodía del 26 de noviembre de 1504, en el Palacio Real:

Mi cuerpo sea sepultado en el monasterio de S. Francisco que es en el Alhambra de la ciudad de Granada (...) en una sepultura baja que no tenga bulto alguno, salvo una losa baja en el suelo, llana, con sus letras en ella. Pero quiero e mando, que si el Rei eligiere sepultura en otra cualquier iglesia o monasterio de cualquier otra parte o lugar destos mis reinos, que mi cuerpo sea allí trasladado e sepultado junto (...). Diego Clemencín, 1821.

Primeramente fue inhumada en el monasterio de San Francisco de la Alhambra, el 18 de diciembre de 1504, en una sencilla sepultura, según su deseo. Poco después, sus restos mortales, junto con los de su esposo Fernando el Católico, fueron trasladados a la Capilla Real de Granada. Su hija Juana I y el marido de esta, Felipe el Hermoso, también reposan allí. Asimismo se enterró en este lugar a su nieto Miguel de la Paz, hijo del rey Manuel I de Portugal y a la infanta Isabel de Aragón, quien falleció poco antes de cumplir los dos años de edad. En el museo de la Capilla Real se encuentran la corona y el cetro de la reina, quien además dotó a la Capilla de un importante grupo de cuadros, aún in situ, de Sandro Botticelli, Dirk Bouts, Rogier van der Weyden y Hans Memling, entre otros, y muchas de sus pertenencias personales.

## Testamento y sucesión

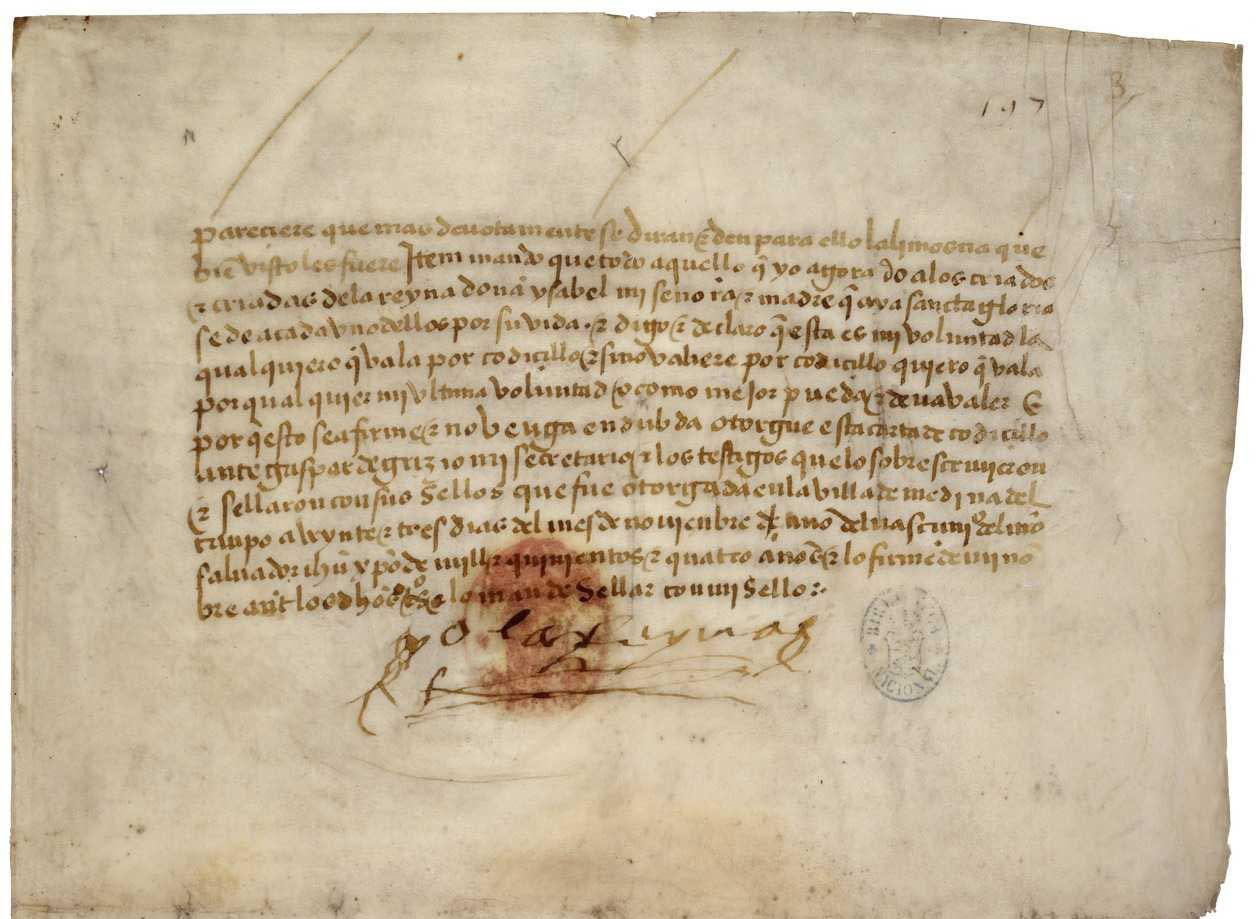
Testamento de Isabel I.

En su testamento la reina estipuló que, si bien la heredera del trono era su hija Juana, el rey Fernando administraría y gobernaría Castilla en su nombre al menos hasta que el infante Carlos, primer hijo varón de Juana, cumpliera veinte años. Después de los hijos de Juana, la línea sucesoria pasaría a María, la hija menor de Isabel, y solo después a Catalina.
Sin embargo, la nobleza castellana no apoyó a Fernando y este optó por retirarse a Aragón. El gobierno de Castilla quedó entonces para el rey Felipe I, esposo de Juana, pero a los pocos meses murió repentinamente, y ello llevó a que Fernando fuese nombrado de nuevo regente. Juana fue encerrada en Tordesillas por su padre, que gobernó Castilla hasta su muerte en 1516. Le sucedió Carlos, hijo de Juana y nieto de Isabel y Fernando.
Por otra parte en su testamento Isabel les pidió a sus sucesores que se esforzasen en conquistar para el cristianismo el Norte de África continuando la reconquista peninsular y que se convirtiese al cristianismo a los habitantes de América —«las yslas y Tierra Firme del Mar Oçéano»— y se les tratase justamente.
El testamento original de la reina se conserva en el Real Monasterio de Santa María de Guadalupe. Una copia se envió al monasterio de Santa Isabel de la Alhambra de Granada. Y otra, a la catedral de Toledo, aunque desde 1575 pasó al Archivo General de Simancas.
En 1864 Eduardo Rosales representó el momento en el que la reina dicta su testamento en el cuadro Doña Isabel la Católica dictando su testamento.

## Ancestros
| \| \| \| \| \| \| \| \| \| \| \| \| \| \| \| \| \| \| \| \| 16. Enrique II de Castilla \| \| \| \| \| \| \| \| \| \| \| \| \| \| \| \| \| \| \| \| \| \| \| \| \| \| \| \| \| \| \| \| \| \| \| \| \| \| \| \| \| \| \| \| \| \| \| \| \| \| \| \| \| \| 8. Juan I de Castilla \| \| \| \| \| \| \| \| \| \| \| \| \| \| \| \| \| \| \| \| \| \| \| \| \| \| \| \| \| \| \| \| \| \| \| \| \| \| \| \| \| \| \| \| \| \| \| \| \| \| \| \| \| \| 17. Juana Manuel de Villena \| \| \| \| \| \| \| \| \| \| \| \| \| \| \| \| \| \| \| \| \| \| \| \| \| \| \| \| \| \| \| \| \| \| \| \| \| \| \| \| \| \| \| \| \| \| \| \| \| \| \| \| \| \| 4. Enrique III de Castilla \| \| \| \| \| \| \| \| \| \| \| \| \| \| \| \| \| \| \| \| \| \| \| \| \| \| \| \| \| \| \| \| \| \| \| \| \| \| \| \| \| \| \| \| \| \| \| \| \| \| \| \| \| \| 18. Pedro IV de Aragón \| \| \| \| \| \| \| \| \| \| \| \| \| \| \| \| \| \| \| \| \| \| \| \| \| \| \| \| \| \| \| \| \| \| \| \| \| \| \| \| \| \| \| \| \| \| \| \| \| \| \| \| \| \| 9. Leonor de Aragón \| \| \| \| \| \| \| \| \| \| \| \| \| \| \| \| \| \| \| \| \| \| \| \| \| \| \| \| \| \| \| \| \| \| \| \| \| \| \| \| \| \| \| \| \| \| \| \| \| \| \| \| \| \| 19. Leonor de Sicilia \| \| \| \| \| \| \| \| \| \| \| \| \| \| \| \| \| \| \| \| \| \| \| \| \| \| \| \| \| \| \| \| \| \| \| \| \| \| \| \| \| \| \| \| \| \| \| \| \| \| \| \| \| \| 2. Juan II de Castilla \| \| \| \| \| \| \| \| \| \| \| \| \| \| \| \| \| \| \| \| \| \| \| \| \| \| \| \| \| \| \| \| \| \| \| \| \| \| \| \| \| \| \| \| \| \| \| \| \| \| \| \| \| \| 20. Eduardo III de Inglaterra \| \| \| \| \| \| \| \| \| \| \| \| \| \| \| \| \| \| \| \| \| \| \| \| \| \| \| \| \| \| \| \| \| \| \| \| \| \| \| \| \| \| \| \| \| \| \| \| \| \| \| \| \| \| 10. Juan de Gante \| \| \| \| \| \| \| \| \| \| \| \| \| \| \| \| \| \| \| \| \| \| \| \| \| \| \| \| \| \| \| \| \| \| \| \| \| \| \| \| \| \| \| \| \| \| \| \| \| \| \| \| \| \| 21. Felipa de Henao \| \| \| \| \| \| \| \| \| \| \| \| \| \| \| \| \| \| \| \| \| \| \| \| \| \| \| \| \| \| \| \| \| \| \| \| \| \| \| \| \| \| \| \| \| \| \| \| \| \| \| \| \| \| 5. Catalina de Lancáster \| \| \| \| \| \| \| \| \| \| \| \| \| \| \| \| \| \| \| \| \| \| \| \| \| \| \| \| \| \| \| \| \| \| \| \| \| \| \| \| \| \| \| \| \| \| \| \| \| \| \| \| \| \| 22. Pedro I de Castilla \| \| \| \| \| \| \| \| \| \| \| \| \| \| \| \| \| \| \| \| \| \| \| \| \| \| \| \| \| \| \| \| \| \| \| \| \| \| \| \| \| \| \| \| \| \| \| \| \| \| \| \| \| \| 11. Constanza de Castilla \| \| \| \| \| \| \| \| \| \| \| \| \| \| \| \| \| \| \| \| \| \| \| \| \| \| \| \| \| \| \| \| \| \| \| \| \| \| \| \| \| \| \| \| \| \| \| \| \| \| \| \| \| \| 23. María de Padilla \| \| \| \| \| \| \| \| \| \| \| \| \| \| \| \| \| \| \| \| \| \| \| \| \| \| \| \| \| \| \| \| \| \| \| \| \| \| \| \| \| \| \| \| \| \| \| \| \| \| \| \| \| \| 1. Isabel I de Castilla \| \| \| \| \| \| \| \| \| \| \| \| \| \| \| \| \| \| \| \| \| \| \| \| \| \| \| \| \| \| \| \| \| \| \| \| \| \| \| \| \| \| \| \| \| \| \| \| \| \| \| \| \| \| 24. Pedro I de Portugal \| \| \| \| \| \| \| \| \| \| \| \| \| \| \| \| \| \| \| \| \| \| \| \| \| \| \| \| \| \| \| \| \| \| \| \| \| \| \| \| \| \| \| \| \| \| \| \| \| \| \| \| \| \| 12. Juan I de Portugal \| \| \| \| \| \| \| \| \| \| \| \| \| \| \| \| \| \| \| \| \| \| \| \| \| \| \| \| \| \| \| \| \| \| \| \| \| \| \| \| \| \| \| \| \| \| \| \| \| \| \| \| \| \| 25. Teresa Gille Lourenço \| \| \| \| \| \| \| \| \| \| \| \| \| \| \| \| \| \| \| \| \| \| \| \| \| \| \| \| \| \| \| \| \| \| \| \| \| \| \| \| \| \| \| \| \| \| \| \| \| \| \| \| \| \| 6. Juan de Portugal \| \| \| \| \| \| \| \| \| \| \| \| \| \| \| \| \| \| \| \| \| \| \| \| \| \| \| \| \| \| \| \| \| \| \| \| \| \| \| \| \| \| \| \| \| \| \| \| \| \| \| \| \| \| 26. Juan de Gante \| \| \| \| \| \| \| \| \| \| \| \| \| \| \| \| \| \| \| \| \| \| \| \| \| \| \| \| \| \| \| \| \| \| \| \| \| \| \| \| \| \| \| \| \| \| \| \| \| \| \| \| \| \| 13. Felipa de Lancaster \| \| \| \| \| \| \| \| \| \| \| \| \| \| \| \| \| \| \| \| \| \| \| \| \| \| \| \| \| \| \| \| \| \| \| \| \| \| \| \| \| \| \| \| \| \| \| \| \| \| \| \| \| \| 27. Blanca de Lancaster \| \| \| \| \| \| \| \| \| \| \| \| \| \| \| \| \| \| \| \| \| \| \| \| \| \| \| \| \| \| \| \| \| \| \| \| \| \| \| \| \| \| \| \| \| \| \| \| \| \| \| \| \| \| 3. Isabel de Portugal \| \| \| \| \| \| \| \| \| \| \| \| \| \| \| \| \| \| \| \| \| \| \| \| \| \| \| \| \| \| \| \| \| \| \| \| \| \| \| \| \| \| \| \| \| \| \| \| \| \| \| \| \| \| 28. Juan I de Portugal \| \| \| \| \| \| \| \| \| \| \| \| \| \| \| \| \| \| \| \| \| \| \| \| \| \| \| \| \| \| \| \| \| \| \| \| \| \| \| \| \| \| \| \| \| \| \| \| \| \| \| \| \| \| 14. Alfonso I de Braganza \| \| \| \| \| \| \| \| \| \| \| \| \| \| \| \| \| \| \| \| \| \| \| \| \| \| \| \| \| \| \| \| \| \| \| \| \| \| \| \| \| \| \| \| \| \| \| \| \| \| \| \| \| \| 29. Inés Pires \| \| \| \| \| \| \| \| \| \| \| \| \| \| \| \| \| \| \| \| \| \| \| \| \| \| \| \| \| \| \| \| \| \| \| \| \| \| \| \| \| \| \| \| \| \| \| \| \| \| \| \| \| \| 7. Isabel de Barcelos \| \| \| \| \| \| \| \| \| \| \| \| \| \| \| \| \| \| \| \| \| \| \| \| \| \| \| \| \| \| \| \| \| \| \| \| \| \| \| \| \| \| \| \| \| \| \| \| \| \| \| \| \| \| 30. Nuño Álvares Pereira \| \| \| \| \| \| \| \| \| \| \| \| \| \| \| \| \| \| \| \| \| \| \| \| \| \| \| \| \| \| \| \| \| \| \| \| \| \| \| \| \| \| \| \| \| \| \| \| \| \| \| \| \| \| 15. Beatriz Pereira de Alvim \| \| \| \| \| \| \| \| \| \| \| \| \| \| \| \| \| \| \| \| \| \| \| \| \| \| \| \| \| \| \| \| \| \| \| \| \| \| \| \| \| \| \| \| \| \| \| \| \| \| \| \| \| \| 31. Leonor de Alvim \| \| \| \| \| \| \| \| \| \| \| \| \| \| \| \| \| \| \| \| \| \| \| \| \| \| \| \| \| \| \| \| \| \| \| \| \| \| \| \| \| \| \| \| \| \| \| \| \| \| \| \| |                               |  |  |  |  |  |  |  |  |  |  |  |  |  |  |  |
| |                               |  |  |  |  |  |  |  |  |  |  |  |  |  |  |  |
| | 16. Enrique II de Castilla    |  |  |  |  |  |  |  |  |  |  |  |  |  |  |  |
| |                               |  |  |  |  |  |  |  |  |  |  |  |  |  |  |  |
| |                               |  |  |  |  |  |  |  |  |  |  |  |  |  |  |  |
| | 8. Juan I de Castilla         |  |  |  |  |  |  |  |  |  |  |  |  |  |  |  |
| |                               |  |  |  |  |  |  |  |  |  |  |  |  |  |  |  |
| |                               |  |  |  |  |  |  |  |  |  |  |  |  |  |  |  |
| | 17. Juana Manuel de Villena   |  |  |  |  |  |  |  |  |  |  |  |  |  |  |  |
| |                               |  |  |  |  |  |  |  |  |  |  |  |  |  |  |  |
| |                               |  |  |  |  |  |  |  |  |  |  |  |  |  |  |  |
| | 4. Enrique III de Castilla    |  |  |  |  |  |  |  |  |  |  |  |  |  |  |  |
| |                               |  |  |  |  |  |  |  |  |  |  |  |  |  |  |  |
| |                               |  |  |  |  |  |  |  |  |  |  |  |  |  |  |  |
| | 18. Pedro IV de Aragón        |  |  |  |  |  |  |  |  |  |  |  |  |  |  |  |
| |                               |  |  |  |  |  |  |  |  |  |  |  |  |  |  |  |
| |                               |  |  |  |  |  |  |  |  |  |  |  |  |  |  |  |
| | 9. Leonor de Aragón           |  |  |  |  |  |  |  |  |  |  |  |  |  |  |  |
| |                               |  |  |  |  |  |  |  |  |  |  |  |  |  |  |  |
| |                               |  |  |  |  |  |  |  |  |  |  |  |  |  |  |  |
| | 19. Leonor de Sicilia         |  |  |  |  |  |  |  |  |  |  |  |  |  |  |  |
| |                               |  |  |  |  |  |  |  |  |  |  |  |  |  |  |  |
| |                               |  |  |  |  |  |  |  |  |  |  |  |  |  |  |  |
| | 2. Juan II de Castilla        |  |  |  |  |  |  |  |  |  |  |  |  |  |  |  |
| |                               |  |  |  |  |  |  |  |  |  |  |  |  |  |  |  |
| |                               |  |  |  |  |  |  |  |  |  |  |  |  |  |  |  |
| | 20. Eduardo III de Inglaterra |  |  |  |  |  |  |  |  |  |  |  |  |  |  |  |
| |                               |  |  |  |  |  |  |  |  |  |  |  |  |  |  |  |
| |                               |  |  |  |  |  |  |  |  |  |  |  |  |  |  |  |
| | 10. Juan de Gante             |  |  |  |  |  |  |  |  |  |  |  |  |  |  |  |
| |                               |  |  |  |  |  |  |  |  |  |  |  |  |  |  |  |
| |                               |  |  |  |  |  |  |  |  |  |  |  |  |  |  |  |
| | 21. Felipa de Henao           |  |  |  |  |  |  |  |  |  |  |  |  |  |  |  |
| |                               |  |  |  |  |  |  |  |  |  |  |  |  |  |  |  |
| |                               |  |  |  |  |  |  |  |  |  |  |  |  |  |  |  |
| | 5. Catalina de Lancáster      |  |  |  |  |  |  |  |  |  |  |  |  |  |  |  |
| |                               |  |  |  |  |  |  |  |  |  |  |  |  |  |  |  |
| |                               |  |  |  |  |  |  |  |  |  |  |  |  |  |  |  |
| | 22. Pedro I de Castilla       |  |  |  |  |  |  |  |  |  |  |  |  |  |  |  |
| |                               |  |  |  |  |  |  |  |  |  |  |  |  |  |  |  |
| |                               |  |  |  |  |  |  |  |  |  |  |  |  |  |  |  |
| | 11. Constanza de Castilla     |  |  |  |  |  |  |  |  |  |  |  |  |  |  |  |
| |                               |  |  |  |  |  |  |  |  |  |  |  |  |  |  |  |
| |                               |  |  |  |  |  |  |  |  |  |  |  |  |  |  |  |
| | 23. María de Padilla          |  |  |  |  |  |  |  |  |  |  |  |  |  |  |  |
| |                               |  |  |  |  |  |  |  |  |  |  |  |  |  |  |  |
| |                               |  |  |  |  |  |  |  |  |  |  |  |  |  |  |  |
| | 1. Isabel I de Castilla       |  |  |  |  |  |  |  |  |  |  |  |  |  |  |  |
| |                               |  |  |  |  |  |  |  |  |  |  |  |  |  |  |  |
| |                               |  |  |  |  |  |  |  |  |  |  |  |  |  |  |  |
| | 24. Pedro I de Portugal       |  |  |  |  |  |  |  |  |  |  |  |  |  |  |  |
| |                               |  |  |  |  |  |  |  |  |  |  |  |  |  |  |  |
| |                               |  |  |  |  |  |  |  |  |  |  |  |  |  |  |  |
| | 12. Juan I de Portugal        |  |  |  |  |  |  |  |  |  |  |  |  |  |  |  |
| |                               |  |  |  |  |  |  |  |  |  |  |  |  |  |  |  |
| |                               |  |  |  |  |  |  |  |  |  |  |  |  |  |  |  |
| | 25. Teresa Gille Lourenço     |  |  |  |  |  |  |  |  |  |  |  |  |  |  |  |
| |                               |  |  |  |  |  |  |  |  |  |  |  |  |  |  |  |
| |                               |  |  |  |  |  |  |  |  |  |  |  |  |  |  |  |
| | 6. Juan de Portugal           |  |  |  |  |  |  |  |  |  |  |  |  |  |  |  |
| |                               |  |  |  |  |  |  |  |  |  |  |  |  |  |  |  |
| |                               |  |  |  |  |  |  |  |  |  |  |  |  |  |  |  |
| | 26. Juan de Gante             |  |  |  |  |  |  |  |  |  |  |  |  |  |  |  |
| |                               |  |  |  |  |  |  |  |  |  |  |  |  |  |  |  |
| |                               |  |  |  |  |  |  |  |  |  |  |  |  |  |  |  |
| | 13. Felipa de Lancaster       |  |  |  |  |  |  |  |  |  |  |  |  |  |  |  |
| |                               |  |  |  |  |  |  |  |  |  |  |  |  |  |  |  |
| |                               |  |  |  |  |  |  |  |  |  |  |  |  |  |  |  |
| | 27. Blanca de Lancaster       |  |  |  |  |  |  |  |  |  |  |  |  |  |  |  |
| |                               |  |  |  |  |  |  |  |  |  |  |  |  |  |  |  |
| |                               |  |  |  |  |  |  |  |  |  |  |  |  |  |  |  |
| | 3. Isabel de Portugal         |  |  |  |  |  |  |  |  |  |  |  |  |  |  |  |
| |                               |  |  |  |  |  |  |  |  |  |  |  |  |  |  |  |
| |                               |  |  |  |  |  |  |  |  |  |  |  |  |  |  |  |
| | 28. Juan I de Portugal        |  |  |  |  |  |  |  |  |  |  |  |  |  |  |  |
| |                               |  |  |  |  |  |  |  |  |  |  |  |  |  |  |  |
| |                               |  |  |  |  |  |  |  |  |  |  |  |  |  |  |  |
| | 14. Alfonso I de Braganza     |  |  |  |  |  |  |  |  |  |  |  |  |  |  |  |
| |                               |  |  |  |  |  |  |  |  |  |  |  |  |  |  |  |
| |                               |  |  |  |  |  |  |  |  |  |  |  |  |  |  |  |
| | 29. Inés Pires                |  |  |  |  |  |  |  |  |  |  |  |  |  |  |  |
| |                               |  |  |  |  |  |  |  |  |  |  |  |  |  |  |  |
| |                               |  |  |  |  |  |  |  |  |  |  |  |  |  |  |  |
| | 7. Isabel de Barcelos         |  |  |  |  |  |  |  |  |  |  |  |  |  |  |  |
| |                               |  |  |  |  |  |  |  |  |  |  |  |  |  |  |  |
| |                               |  |  |  |  |  |  |  |  |  |  |  |  |  |  |  |
| | 30. Nuño Álvares Pereira      |  |  |  |  |  |  |  |  |  |  |  |  |  |  |  |
| |                               |  |  |  |  |  |  |  |  |  |  |  |  |  |  |  |
| |                               |  |  |  |  |  |  |  |  |  |  |  |  |  |  |  |
| | 15. Beatriz Pereira de Alvim  |  |  |  |  |  |  |  |  |  |  |  |  |  |  |  |
| |                               |  |  |  |  |  |  |  |  |  |  |  |  |  |  |  |
| |                               |  |  |  |  |  |  |  |  |  |  |  |  |  |  |  |
| | 31. Leonor de Alvim           |  |  |  |  |  |  |  |  |  |  |  |  |  |  |  |
| |                               |  |  |  |  |  |  |  |  |  |  |  |  |  |  |  |
| |                               |  |  |  |  |  |  |  |  |  |  |  |  |  |  |  |

## Títulos
| Predecesor: Alfonso de Castilla | Princesa de Asturias 1468-1470/1474 (en paralelo con Juana de Castilla entre 1470 y 1474) | Sucesora: Isabel de Aragón |
| Predecesor: Juana Enríquez      | Reina consorte de Sicilia 1469-1504                                                       | Sucesora: Germana de Foix  |
| Predecesor: Enrique IV          | Reina de Castilla 1474-1504 (junto a Fernando V desde 1475)                               | Sucesora: Juana I          |
| Predecesor: Boabdil             | Reina de Granada 1492-1504                                                                | Sucesora: Juana I          |
| Predecesora: Juana Enríquez     | Reina consorte de Aragón 1479-1504                                                        | Sucesora: Germana de Foix  |
| Predecesora: Ana de Bretaña     | Reina consorte de Nápoles 1504                                                            | Sucesora: Germana de Foix  |

## Posteridad

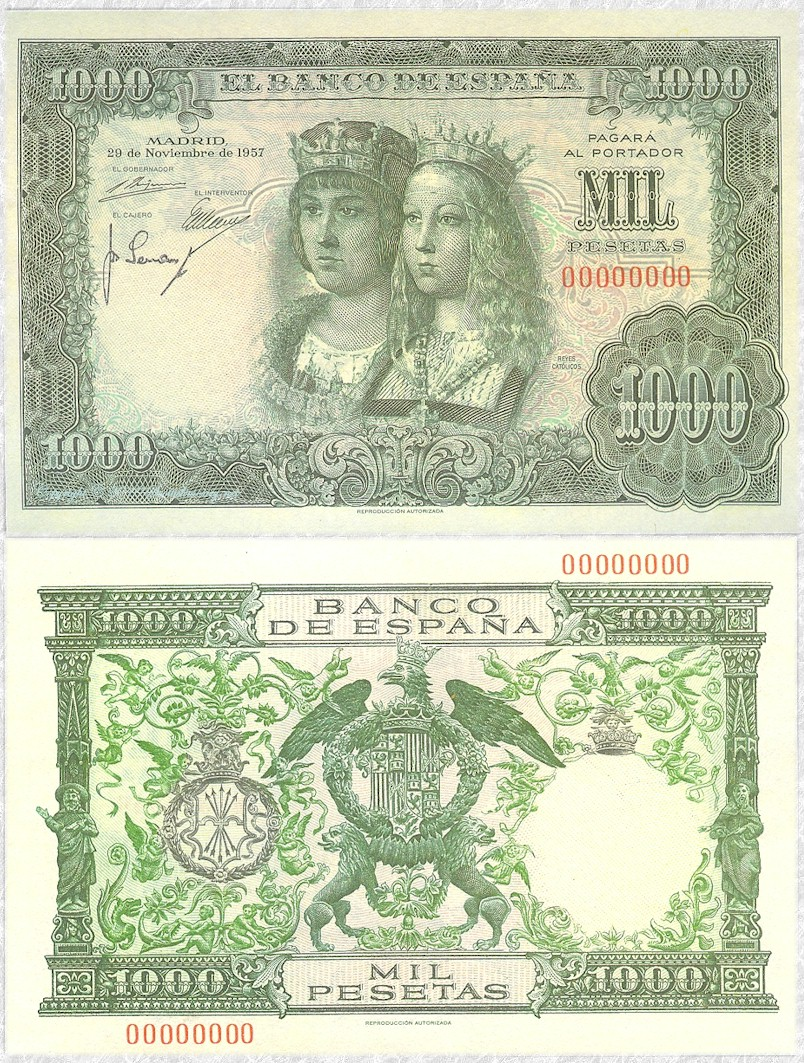
Billete español de 1957 con los retratos y el escudo de los reyes Isabel y Fernando.

Durante los siglos XVI y XVII la figura de Isabel fue relativamente eclipsada en la memoria histórica por la de su marido, el rey Fernando, al que los cronistas de aquellos tiempos pintaban de magnánimo, afable, templado y dispuesto a negociar, en contraste con el rigor e inflexibilidad que se proyectaba en los retratos de Isabel. A principios del siglo XIX Diego Clemencín escribió un Elogio de la Reina Católica, que por primera vez se centró en la figura de la reina, a la que colmó de virtudes, relegando a su marido a un segundo plano. Esta obra influyó en todos los historiadores siguientes hasta al menos mediados del siglo XX. En 1815 el rey Fernando VII, tras regresar a España y restaurar el absolutismo, creó la Orden de Isabel la Católica, alta condecoración que sigue otorgando en la actualidad el Gobierno español. Más tarde, los liberales y románticos españoles del siglo XIX tendieron a tener una imagen positiva de los Reyes Católicos, a los que consideraban los últimos monarcas nacionales. A partir de 1938, la dictadura de Francisco Franco utilizó profusamente en su propaganda la figura y los símbolos de Isabel la Católica (véase Simbología del franquismo).

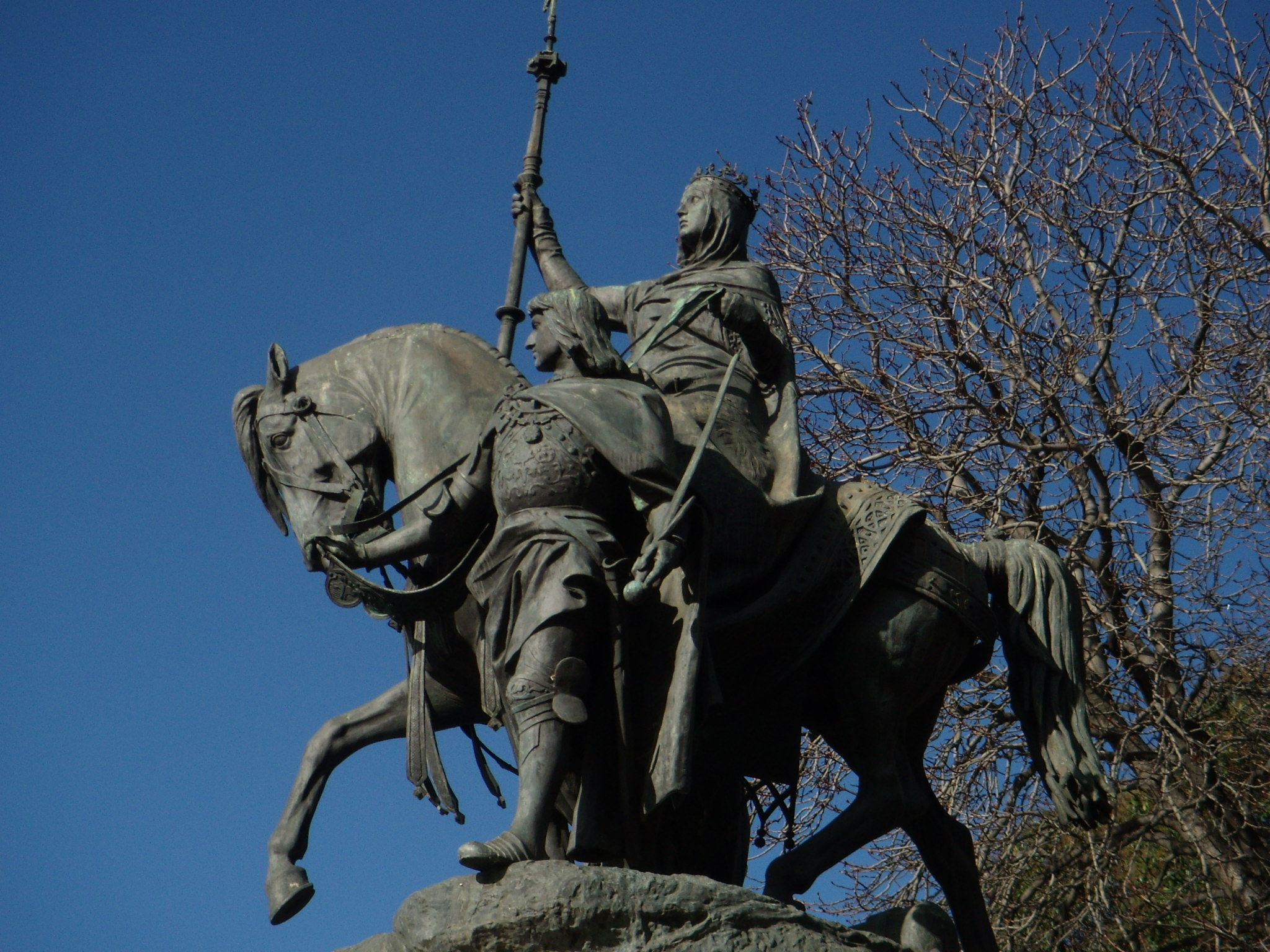
Estatua ecuestre en el paseo de la Castellana de Madrid

En 1952 fue publicado por vez primera el texto de la bula Si convenit, que otorgaba a Isabel y Fernando el título de «católicos».
En 1958 José García y Goldaraz, arzobispo de Valladolid, inició el proceso para la beatificación de Isabel. Creó un equipo de historiadores españoles a los que encargó escribir sobre los puntos más conflictivos de la biografía de la reina. Luis Suárez Fernández se encargó de la expulsión de los judíos y como resultado de su trabajo publicó varios libros. Otros miembros del equipo fueron Antonio Rumeu de Armas y Miguel Ángel Ladero Quesada. El historiador István Szászdi ha denunciado que los partidarios de la beatificación o algunos nacionalistas españoles han hecho desaparecer documentos históricos de los archivos que podían comprometer la legitimidad de Isabel como reina.
El proceso de beatificación sigue su curso en la actualidad, sostenido por el apoyo económico de los herederos del empresario español radicado y fallecido en México Pablo Díez. Los partidarios de Isabel achacan que la Santa Sede no la haya beatificado a la oposición de un «grupo de presión judío».

## Descendencia
Isabel tuvo al menos siete hijos con Fernando (el cual tuvo otros hijos antes, durante y después de su matrimonio con Isabel):
- Isabel (1 o 2 de octubre de 1470-23 de agosto de 1498), princesa de Asturias (1476-1480; 1498), contrajo matrimonio con el infante Alfonso en 1490, pero este murió el año siguiente. Isabel inicialmente no quiso acceder a un nuevo matrimonio, pero en 1497 contrajo nuevas nupcias con el tío[i] del fallecido, Manuel, que fue rey de Portugal con el nombre de Manuel I, el Afortunado.[58] Fue reina de Portugal entre 1497 y 1498, y murió en el parto de su primer hijo Miguel de Paz.
- Juan (30 de junio de 1478-4 de octubre de1497), príncipe de Asturias (1480-1497). En 1497, contrajo matrimonio con Margarita de Austria (hija del emperador germánico Maximiliano I de Habsburgo); murió de tuberculosis poco después. Tuvo una hija póstuma que nació muerta. Margarita se fue de España y se encargó por un tiempo de su sobrino Carlos, futuro emperador Carlos V.
- Juana (6 de noviembre de 1479-12 de abril de 1555), princesa de Asturias (1502-1504), reina de Castilla (1504-1555) con el nombre de Juana I, y popularmente conocida como Juana «la Loca». En 1496, contrajo matrimonio con Felipe «el Hermoso» de Habsburgo (también hijo del emperador Maximiliano I). Con él entró una nueva dinastía en España, la de los Habsburgo, que formaban la Casa de Austria. Su primogénita fue Leonor de Austria (1498-1558). En 1500 Juana fue por segunda vez madre, esta vez de su primer hijo varón, el futuro Carlos I, quien la sucedería y sería también emperador del Sacro Imperio Romano Germánico como Carlos V. En 1503, dio a luz a Fernando, sucesor de Carlos en el Sacro Imperio como Fernando I, y restauró la rama austríaca imperial de la Casa de los Austrias. Mentalmente afectada por la muerte de su marido, fue recluida por su padre Fernando en Tordesillas, donde murió.
- María (29 de junio de 1482-7 de marzo de 1517), contrajo matrimonio en 1500 con el viudo de su hermana Isabel, Manuel I de Portugal, el Afortunado. Fue madre de diez hijos, entre ellos: Juan III, Enrique I de Portugal y la emperatriz Isabel, esposa de Carlos V.
- Catalina (16 de diciembre de 1485- 7 de enero de 1536), contrajo matrimonio en 1501 con el príncipe Arturo de Gales, que murió pocos meses después de la boda. En 1509 se desposó con el hermano de su difunto marido, que sería Enrique VIII. Por lo tanto se convirtió en reina de Inglaterra; fue madre de la reina María I de Inglaterra, María Tudor.

Además tuvo un aborto, de un varón, el 31 de mayo de 1475, en la localidad de Cebreros y un bebé mortinato (29 de junio de 1482), gemelo o mellizo de María; las fuentes no son unánimes con respecto a su sexo.

## Semblanza de la reina

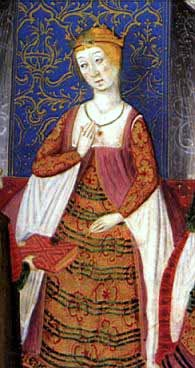
Imagen de Isabel de Castilla en el Conquistato de Granada, de 1482, por Pedro Marcuello.

De ella, los cronistas contemporáneos dijeron:
- Pedro Mártir de Anglería: «Su modestia personal y mansedumbre admirables»; «del rey no sorprende que sea admirable... pues leemos en las historias incontables ejemplos de hombres justos, fuertes, dotados de virtud, incluso sabios. Pero ella... ¿quién me encontrarías tú entre las antiguas, de las que empuñaron el cetro, que haya reunido juntas en las empresas de altura estas tres cosas: un grande ánimo para emprenderlas, constancia para terminarlas y juntamente el decoro de la pureza? Esta mujer es fuerte, más que el hombre más fuerte, constante como ninguna otra alma humana, maravilloso ejemplar de pureza y honestidad. Nunca produjo la naturaleza una mujer semejante a esta. ¿No es digno de admiración que lo que siempre fue extraño y ajeno a la mujer, más que lo contrario a su contrario, eso mismo se encuentre en esta ampliamente y como si fuera connatural a ella?».
- Hernando del Pulgar: «Muy buena mujer; ejemplar, de buenas y loables costumbres... Nunca se vio en su persona cosa incompuesta... en sus obras cosa mal hecha, ni en sus palabras palabra mal dicha»; «dueña de gran continencia en sus movimientos y en la expresión de emociones... su autodominio se extendía a disimular el dolor en los partos, a no decir ni mostrar la pena que en aquella hora sienten y muestran las mujeres»; «castísima, llena de toda honestidad, enemicísima de palabras, ni muestras deshonestas»; «muger muy cerimoniosa en los vestidos e arreos, e en sus estrados e asientos, e en el servicio de su persona ; e quería ser servida de omes grandes e nobles, e con grande acatamiento e humiliaçión. (...) por esta condiçión le era inputado algúnd viçio, diziendo ser pompa demasiada».[63]
- Lucio Marineo Sículo: «Y no fue la reina de ánimo menos fuerte para sufrir los dolores corporales... Ni en los dolores que padecía de sus enfermedades, ni en los del parto, que es cosa de grande admiración, nunca la vieron quejarse, antes con increíble y maravillosa fortaleza los sufría y disimulaba»; «aguda, discreta, de excelente ingenio»; «habla bien y cortésmente».
- Andrés Bernáldez: «Fue mujer muy esforzada, muy poderosa, prudentísima, sabia, honestísima, casta, devota, discreta, verdadera, clara, sin engaño. ¿Quién podría contar las excelencias de esta cristianísima y bienaventurada reina, muy digna de loa por siempre? Allende de ella ser castiza y de tan nobilísima y excelentísima progenie de mujeres reinas de España, como por las crónicas se manifiesta tuvo ella otras muchas excelencias de que Nuestro Señor la adornó, en que excedió y traspasó a todas las reinas así cristianas que antes de ella fueron, no digo tan solamente en España mas en todo el mundo, de aquellas por quien (por sus virtudes o por sus gracias o por su saber o poder) su memoria y fama vive... de aquellas por sola una cosa que tuvieron o hicieron vive y vivirá su memoria; pues cuanto más ha de vivir la memoria y fama de reina tan cristianísima, que tantas excelencias tuvo y tantas maravillas Nuestro Señor, reinando ella en sus reinos, por ella hizo y obró».
- Gonzalo Fernández de Oviedo: «Verla hablar era cosa divina; el valor de sus palabras era con tanto y tan alto peso y medida, que ni decía menos, ni más, de lo que hacía al caso de los negocios y a la calidad de la materia de que trataba».
- Diego Enríquez del Castillo: «Prudente y de mucho seso».
- Diego de Valera: «Llena de humanidad».
- Alfonso de Palencia: «Bondadosa»; «Mujer de pudor y pureza en sus costumbres»; «inteligente».
- Alonso Flores (Flórez): «De mirar gracioso y honesto».
- Fernando el Católico, en su testamento, declaró que «era ejemplar en todos los autos de virtud y del temor de Dios».
- Fray Francisco Jiménez de Cisneros, su confesor, alababa «su pureza de corazón»; «su gran corazón y grandeza de alma».
- La relazione de un embajador veneciano que estuvo en la corte de Fernando e Isabel, afirma que la soberana tenía una stridula vox. Es decir, que esta poseía un tono chillón, estridente.[64]

En cuanto a su apariencia física, Isabel tenía la piel tan clara que parecía blanca, los ojos de color azul verdoso, y el pelo entre rojizo-dorado y cobrizo, rasgos que compartían algunas de sus hijas, en especial Catalina.

### General
- Arranz Márquez, Luis (2006). Cristóbal Colón: Misterio y Grandeza. Marcial Pons Historia. pp. 184-186. ISBN 9788496467231.
- Boruchoff, David A (2003). Isabel la Católica, Queen of Castile: critical essays. Nueva York: Palgrave Macmillan.
- Elliott, J. H. (2002). Imperial Spain: 1469-1716. New York: Penguin Books. ISBN 0-14-100703-6.
- Fernández de Córdova Miralles, Álvaro (2005). Alejandro VI y los Reyes Católicos Relaciones político-eclesiásticas (1492-1503). Roma: Pontificia Universitas Sanctae Crucis.
- Foronda y Aguilera, Manuel (1920). Dónde y cuándo nació Isabel la Católica. Archivado desde el original el 26 de diciembre de 2011.
- Jackson-Laufer, Guida Myrl (1999). Women Rulers throughout the Ages: An Illustrated Guide. ABC-CLIO.
- Liss, Peggy K. (1992). Isabel the Queen. Oxford University Press.
- — (1998). Isabel la Católica: su tiempo y su vida. Nerea.
- Losada Castro, Basilio (1983). Isabel la Católica. Auriga.
- Menéndez Pidal de Navascués, Faustino (2005). «"Tanto monta". El escudo de los Reyes Católicos».  En Suárez Fernández, Luis, ed. Isabel la Católica vista desde la Academia. Estudios (16). Real Academia de la Historia de España. ISBN 978-84-95983-65-7.
- Miguel Mora, Carlos de (2006). La toma de Baza: estrategia militar y política internacional. Archivado desde el original el 13 de abril de 2018.
- Verlinden, Charles; Pérez-Embid, Florentino (2006). Cristóbal Colón y el descubrimiento de América. Rialp. pp. 48-49. ISBN 9788432135859. Archivado desde el original el 28 de octubre de 2014. Consultado el 9 de julio de 2012.
- VV.Pérez, J, Joseph (2001). "Isabel y Fernando Los Reyes Católicos". Madrid: Nerea. AA., Isabel la Católica en la Real Academia de la Historia, Real Academia de la Historia, 2004. ISBN 978-84-95983-54-1. Cfr. para el lema o mote pág. 73.
- VV. AA. (2004).  Suárez Fernández, Luis; Manso Porto, Carmen, eds. Isabel la Católica en la Real Academia de la Historia. Real Academia de la Historia. ISBN 978-84-95983-54-1.